# Wappen Berlins
Das Wappen des Landes und der Stadt Berlin zeigt den Berliner Bären. Der Bär war nicht von Anbeginn das Symbol der Stadt. Über mehrere Jahrhunderte teilte sich der Bär die Siegel- und Wappenbilder mit dem brandenburgischen und preußischen Adler. Warum sich die Berliner für den Bären als Wappentier entschieden, lässt sich aufgrund fehlender Unterlagen nicht eindeutig klären. Die Gestaltung der Siegel- und Wappenbilder wurde zum Teil durch politische und geschichtliche Ereignisse beeinflusst. Das Wappen in seiner heutigen Form ist seit 1954 gültig. Die Bezirke der Stadt führen neben dem Landeswappen eigene Bezirkswappen, die sie zur Darstellung der Bezirke verwenden können.

## Landeswappen
Nach der Verfassung von Berlin führt Berlin das Wappen und Siegel mit dem Bären.
Blasonierung: In silbernem (weißem) Schild befindet sich ein rot bewehrter und rot gezungter, aufrecht schreitender schwarzer Bär. Auf dem Schild ruht eine goldene, fünfblättrige Laubkrone, deren Stirnreif als Mauerwerk mit einem geschlossenen Tor in der Mitte ausgestattet ist.
Das Landeswappen wird vom Abgeordnetenhaus, vom Rechnungshof, vom Berliner Beauftragten für Datenschutz und Informationsfreiheit, von den Berliner Gerichten und von der Berliner Verwaltung geführt. Die Abbildung des Landeswappens zu künstlerischen, heraldischen und wissenschaftlichen Zwecken sowie zu Zwecken des Unterrichts und der staatsbürgerlichen Bildung ist jedermann erlaubt, sofern dies nicht in einer Weise oder unter Umständen geschieht, die dem Ansehen oder der Würde des Hoheitszeichens abträglich sind. Jede andere Verwendung bedarf der Genehmigung der Senatsverwaltung für Inneres.

## Geschichte und Bedeutung
Mit den vermehrten Städtegründungen im 12. und 13. Jahrhundert entstand das Bedürfnis der Städte, sich Siegel und später zusätzlich Wappen zuzulegen, um amtliche Schriftstücke wie Erlasse, Verträge und Abkommen zu siegeln beziehungsweise zu beglaubigen. Die Verleihung von Siegeln und Wappen oblag dem Landes- oder Grundherrn. In Berlin und Cölln sowie in den umliegenden märkischen Städten walteten die askanischen (brandenburgischen) Markgrafen, deren Zeichen der rote Adler war. Als Symbol des Landesherrn beherrschte so der rote Adler die Siegel und Wappen der Orte an Spree und Havel, wie Berlin und Cölln, bevor der Berliner Wappenbär auf der sphragistisch-heraldischen Bildfläche erschien.
Für die wenigen urkundlichen Überlieferungen für Berlin sind nicht nur Verluste verantwortlich, sondern auch eine Begrenzung der urkundlichen Niederschriften, die sich auf wichtige staatsrechtliche Akte und die Dokumentation von Rechtsgeschäften beschränkten. Die Siegel wurden in späteren Zeiten gern von Sammlern abgeschnitten, verschwanden aber auch auf natürlichem Weg, wurden brüchig oder beschädigt. Die Stempelsammlung des Märkischen Museums ist seit dem Zweiten Weltkrieg weitgehend verloren. Aufgrund dieser schlechten Überlieferungslage ist es nicht möglich, genau anzugeben, wann die bekannten Siegel zum ersten Mal eingesetzt wurden und wie lange sie in Gebrauch waren. Besonders politische Ereignisse prägten die Entwicklung der Siegel- und Wappenbilder der Stadt Berlin, die damit zum Teil die Geschichte der Stadt widerspiegeln. Wann Berlin und die Schwesterstadt Cölln gegründet und zur Stadt erhoben wurden, ist auch nicht dokumentiert.
Das älteste erhaltene schriftliche Zeugnis, in dem die damalige Schwesterstadt Cölln erwähnt wird, ist eine Urkunde vom 28. Oktober 1237: Nach einem jahrzehntelangen Rechtsstreit erkannten die Markgrafen Johann I. und Otto III. in diesem Dokument an, dass in ihren Ländern das Zehntrecht, die Abgabe eines Zehntels vom Ernteertrag, dem Bischof von Brandenburg zukomme. Als Zeuge wird Symeon plebanus de Colonia – „Symeon Pfarrer von Cölln“ – genannt. Das älteste Dokument, in dem Berlin erwähnt wird, stammt vom 26. Januar 1244 und wurde in Markee bei Nauen ausgestellt. Darin verzichtet das markgräfliche Bruderpaar auf das Recht, den Nachlass verstorbener Geistlicher an sich zu nehmen zugunsten der Geistlichkeit am Domstift Brandenburg. Als einer der Zeugen wird wiederum Symeon genannt, diesmal aber als präpositus de Berlin – „Propst von Berlin“. Beide Urkunden befinden sich im Domarchiv zu Brandenburg.

### Die ältesten Siegel

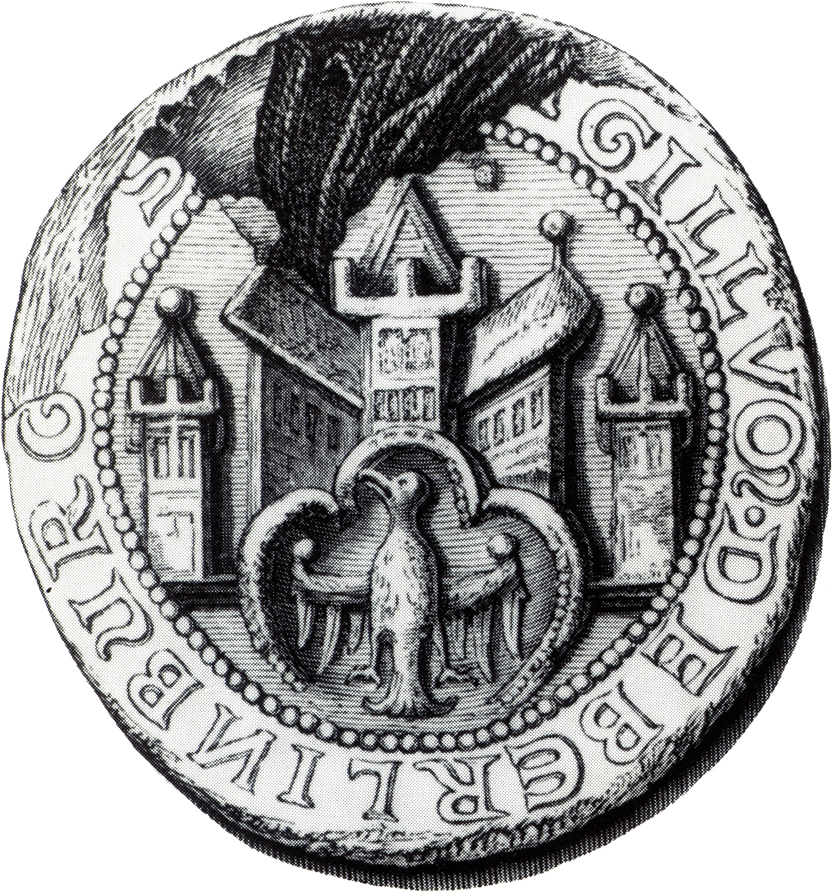
Siegel von 1253

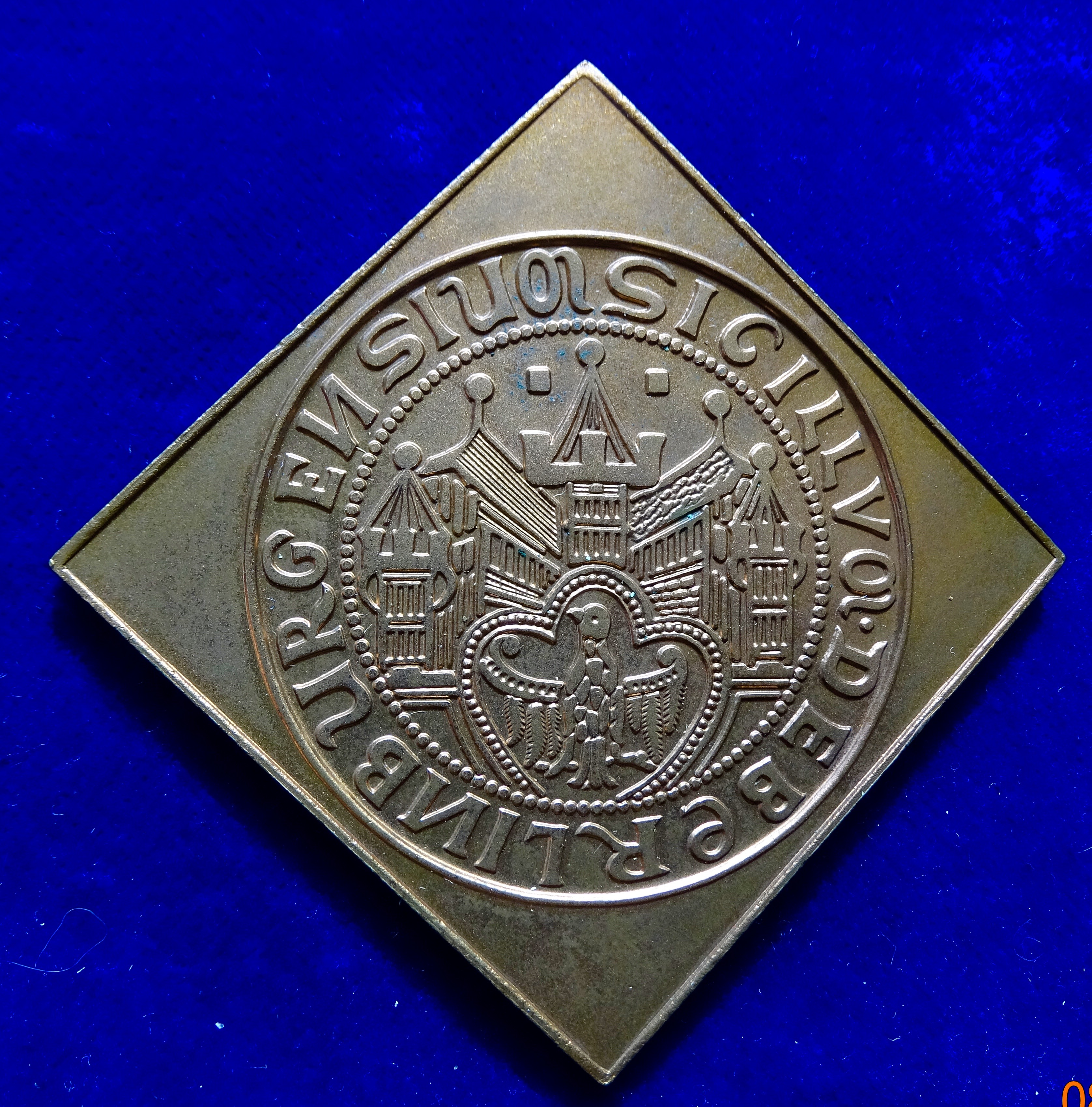
Stadtsiegel Berlins von 1253 auf der Vorderseite einer Klippe des Deutschen Kulturbundes

Das älteste erhaltene Siegel Berlins wurde um das Jahr 1253 verwendet. Es hing an einer Urkunde, in der der neuen Stadtgemeinde Frankfurt an der Oder das Berliner Stadtrecht erklärt wird, welches ihr vom Markgrafen Johann I. am 12. Juli 1253 verliehen wurde; ein genaues Datum ist in dem Dokument nicht vermerkt. Gesiegelt hatte das Dokument der Stadtschulze von Berlin Marsilius. Dieses historische Dokument hatte der Berliner Stadtarchivar Ernst Fidicin in der Mitte des 19. Jahrhunderts im Stadtarchiv zu Frankfurt an der Oder wiederentdeckt; es geriet durch die Auswirkungen des Zweiten Weltkriegs in Verlust.
Das Siegel zeigt drei spitz bedachte und mit Zinnen versehene Türme, der mittlere flankiert von zwei Häusern mit Spitzdach. Die Spitzdächer der Türme und die Dachenden der Häuser ziert je eine Kugel. Im Vordergrund breitet der askanische Adler seine Schwingen in einen kleeblattförmigen und perlenbesetzten Dreipass aus. Das Siegelbild ist von einem Perlenkranz umgeben. Zwischen ihm und dem äußeren glatten Rand steht in frühgotischen Majuskeln die Umschrift  SIGILLVM DE BERLIN BURGENSIUM  „Siegel der Bürger von Berlin“. Das Siegel hat einen Durchmesser von 65 Millimetern. Dies war ein typisches Siegelbild für brandenburgische Städte, die Ende des 12. und Anfang des 13. Jahrhunderts gegründet oder zur Stadt erhoben wurden. Auch sie zeigen Siegelbilder mit getürmten Stadtmauern und einen Adlerschild vor oder über dem Tor, beispielsweise die ältesten Siegel der Stadt Spandau. Die Türme mit den Häusern versinnbildlichen die Stadt und der Adler weist auf die Markgrafen von Brandenburg als Landes- und Stadtherren hin.
Obwohl dieses Siegel im Allgemeinen nüchtern heraldisch und ohne Mystik beschrieben wird, sah ein E. Lange im Oktober 1933 in dem Siegel „die Nachklänge eines uralten germanischen Mythos aufgezeichnet“. Nach seiner Ansicht stellt der Mittelbau den Jahresturm, das Symbol des Jahres, an dessen Fuß sich die Winter- und am First die Sommersonnenwende befinden. Die beiden Seitentürme stellen die Hälften des Sonnenjahres dar, die aufsteigende die Frühlings-Sommer-Hälfte und die absteigende die Herbst-Winter-Hälfte. Die insgesamt zwölf Fenster symbolisieren die Monate. Die Spitzdächer der Türme seien ganz deutlich und absichtlich mit Runen gezeichnet. Die Dreifußbrunnen auf den Halbjahrestürmen versinnbildlichten die Wurzel des Lebensbaums, aus der alles Leben stammt. Die doppelte U-Rune auf dem Jahresturm gelte als Zeichen dafür, dass die Mutter Erde in der Wintersonnenwende das neue Jahr zur Welt bringt. Nach Lange habe man in dem askanischen Adler, dem einer nackten Krähe ähnlichen Wesen, nichts anderes als den Sonnenvogel zu sehen. Erkennbar sei er an den sechs, jeweils durch die Kiele in zwei Hälften geteilten, Federn beider Schwingen, die wiederum die zwölf Monate symbolisieren. Die runden Geschwülste auf den Flügelenden stünden in mystischen Zusammenhang mit den fünf Sonnenpunkten auf den Türmen, womit sie die sieben Wochentage darstellen. Der kleeblattförmige Dreipass, von Lange als Vogelgehäuse bezeichnet, gelte als goldener Sonnenapfel oder goldene Sonneneichel, die, nach einer „uralten Vorstellung unserer Ahnen“ die neue Sonne und damit das neue Jahr gebäre.

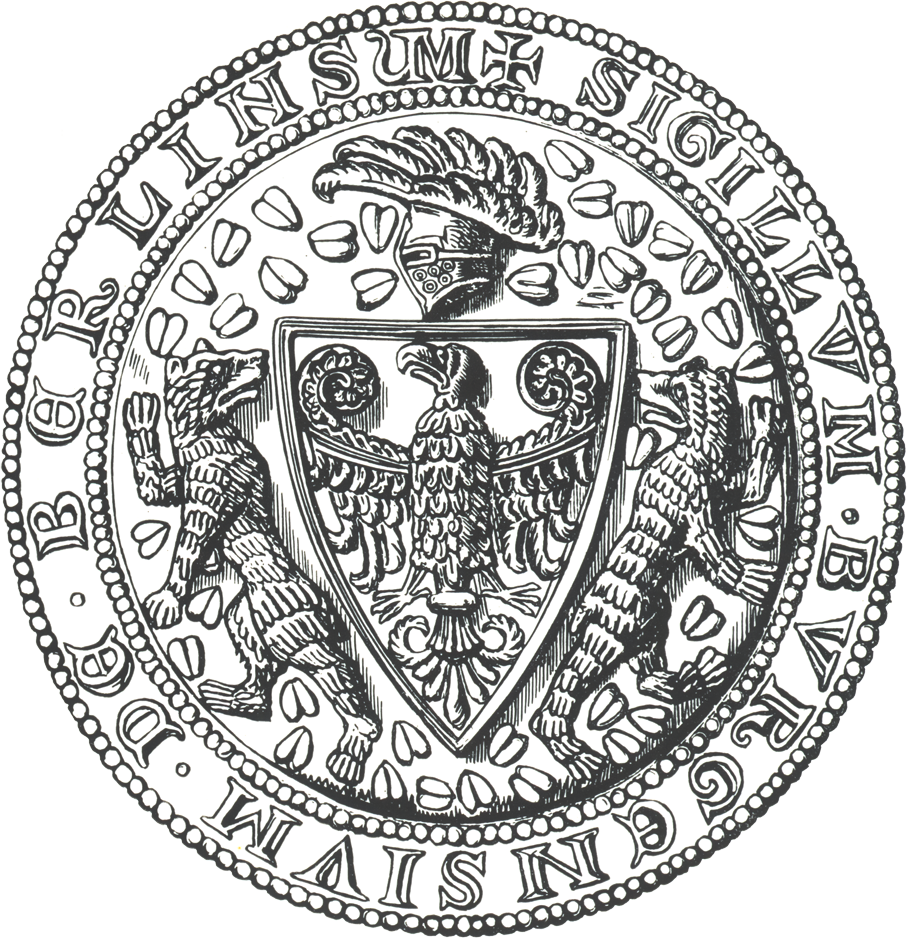
Siegel von 1280

Das zweitälteste Siegel von Berlin an einer Urkunde aus dem Jahre 1280 ist nicht nur das erste unverwechselbare Siegel Berlins, sondern das Siegel, in dem der Bär das erste Mal erscheint. Dieses Siegel hing an einem Gildebrief der Berliner Kürschner. In diesem Kürschnerstatut genannten Gildebrief bestätigte der Rat der Stadt Berlin am 22. März 1280, dass keiner, der nicht der Berliner Innung angehört, Kürschnerwaren in Berlin kaufen und verkaufen durfte. Der Gildebrief gehörte zum Bestand des Berliner Stadtarchivs und ist seit Ende des Zweiten Weltkrieges verschollen.
Das mit Herzen bestreute Siegel zeigt in der Mitte den brandenburgischen Adler im frühgotischen Dreiecksschild, flankiert von zwei Bären. Die Bären sind beide gerüstet, einander abgewendet, widersehend und haben je eine Tatze erhoben. Über dem Schild befindet sich ein Topfhelm mit Adlerflug als Zier. Die Umschrift des Siegels lautet  SIGILLVM BVRGENSIVM DE BERLINSUM, durch die angehängte Silbe SUM an das Wort Berlin ist das Siegel selbstredend „Das Siegel der Bürger von Berlin bin ich“. Siegelbild und Umschrift sind gerahmt von je einer Perlenkette. Das Siegel hat einen Durchmesser von 76 Millimeter und der zum Siegeln benutzte Stempel war aus Bronze gegossen. Der Schild mit dem brandenburgischen Adler weist wie schon bei dem vorhergehenden Siegel auf die Markgrafen von Brandenburg als Landes- und Stadtherren hin. Der Topfhelm mit dem Adlerflug ist der markgräfliche Flügelhelm und Bestandteil des markgräflichen Vollwappens dieser Zeit.
Die Bären werden von einigen Forschern und Heraldikern als zwei Schwarzbären oder von anderen – dem Autor Heinz Machatscheck – als ein Braun- und ein Schwarzbär beschrieben. Es gibt aber auch Beschreibungen, dass es sich bei den Bären um ein Ehepaar handeln soll. Die erhobene Pfote der Bären soll die Eigenständigkeit Berlins ausdrücken. Die Ansicht, dass sich in ihren rückwärts gewendeten Köpfen die Furcht der Bären vor den scharfen Waffen des Adlers äußere, verwies der Heraldiker Adolf Matthias Hildebrandt in den Bereich der Fabeln. Er nahm vielmehr an, dass die Bären gegen die Feinde im Osten und Westen Front machen wollten. Ernst Fidicin bezeichnet in einem Schreiben vom 24. Juli 1871 die beiden Bären als Schildhalter, worauf Graf Stillfried im Namen des Heroldsamtes einwandte, dass es damals noch keine Schildhalter gegeben habe. Einige Beschreibungen geben an, das Siegel sei mit Tatzenabdrücken bestreut, vermutlich in Bezug auf die Theorie des Naturforschers Theodor Zell, dass sich an der Siedlungsstelle Berlins eine flache, seichte Stelle im Flusslauf der Spree befand, die unter anderem von Bären zum Überqueren der Spree benutzt wurde. Bei den gestreuten Herzen handelt es sich aber nur um Zierelemente.
Nach den Angaben von Ernst Fidicin in der Zeitschrift Der Bär im Jahre 1875 sind von dem ersten Bärensiegel vier Siegelabdrücke bekannt. Das erste Siegel befand sich am Gildebrief von 1280, die anderen an der Urkunde über die Union der märkischen Städte von 1321, an einer Verordnung des Rates von Berlin und Cölln hinsichtlich Hochzeiten, Kindertaufen, Kleidpracht und so weiter aus dem Jahre 1335 und an der Urkunde über die Rentenverschreibung für N. Plönitz und A. Cossemann vom 25. November 1381. Diese Rentenurkunde von 1381 befindet sich im Bestand des Brandenburgischen Domstiftarchivs und ist mit Siegel sehr gut erhalten.

### Wie der Bär ins Wappen kam
Wie, wann und warum sich die Berliner für den Bären als Wappenfigur entschieden, ist nicht mehr rekonstruierbar, da schriftliche Unterlagen dazu fehlen. Bei Städten liegt dem Wappen häufig ein Siegel zugrunde und auch für Berlin sind Siegel mit Bärendarstellungen zeitlich früher belegt als das Wappen mit dem Bären.
Einige Autoren vermuteten, dass die Berliner bei dem Bären an Albrecht I. dachten, der der Bär genannt wurde. Er gilt als Eroberer und Begründer der Mark Brandenburg. Laut Johann Heinrich Zedlers Universal-Lexicon aus dem 18. Jahrhundert habe Albrecht I. 1140 Berlin vergrößern und mit Mauern umgeben lassen. Die bisher älteste archäologische Spur für frühdeutsche Besiedlung ist aber ein auf „um 1170“ (dem Sterbejahr Albrechts des Bären) dendrodatierter Holzbalken in der Breiten Straße; die steinerne Stadtmauer entstand erst um 1250. Anhand von Gräbern, die bei Ausgrabungen unter dem Torso der im Zweiten Weltkrieg zerstörten Nikolaikirche gefunden wurden, kann darauf geschlossen werden, dass sich die ersten frühdeutschen Kolonisten im letzten Drittel des 12. Jahrhunderts hier ansiedelten. Eine zu diesem Zeitpunkt bereits bestehende spätslawische Siedlung ließ sich bisher nicht archäologisch nachweisen, lediglich mittelslawische Siedlungsspuren.
Andere Autoren versuchten, den Siedlungsnamen Berlin aus dem Mittelhochdeutschen zu erklären. Das mittelhochdeutsche Wort bër bedeutet Bär. In -lin vermutete man die mittelhochdeutsche Verkleinerungssilbe -lîn (neuhochdeutsch -lein), zusammen ergab das bërlîn (Bärlein). Im Mittelhochdeutschen stand berlîn zudem für eine kleine Perle. Im Mittelniederdeutschen, das in Berlin gesprochen wurde, sagte man dagegen für Bärchen bërken mit der mittelniederdeutschen Verkleinerungssilbe -ken (neuhochdeutsch -chen). Eine Herleitung des Namens aus einer älteren Sprachstufe des Deutschen steht zudem in Konflikt mit der Betonung auf der letzten Silbe, denn wie alle slawischstämmigen deutschen Ortsnamen im nordöstlichen Mitteleuropa, die auf -in enden (Schwerin, Stettin, Eutin, Templin, Küstrin usw.), wird auch Berlin auf der letzten Silbe betont.
Aus einem slawischen Idiom hergeleitet bedeutet Berlin so viel wie Siedlung bei einem Sumpf, Morast. Der Sprachwissenschaftler Reinhard E. Fischer schreibt hierzu, dass die Namenserklärung angesichts zahlreicher paralleler slawischer Orts-, Gewässer- und Flurnamen nicht zu bezweifeln sei.
Eine Möglichkeit wie der Bär den Weg ins Berliner Wappen fand, sind redende Wappen. Bei diesen Wappenbildern wurde versucht, die Namen der Städte dem Wortklang der vermeintlichen oder tatsächlichen Bedeutung entsprechend heraldisch umzusetzen (Volksetymologie). So findet sich heute beispielsweise in dem Wappen von Strausberg ein Strauß und in dem von Reinickendorf ein Fuchs (Reineke), obwohl die Ortsnamen nicht von den Tieren abgeleitet sind. Die Berliner könnten sich für den Bären entschieden haben, weil die erste Silbe des Wortes Berlin an Bär anklingt.
Nach aktuell herrschender Meinung ist der Ortsname slawischer Herkunft und der Bär im Berliner Wappen ein für Deutsche redendes Wappen.

### Die Siegel von Cölln
Auch die Schwesterstadt Cölln führte ein eigenes Siegel und später Wappen. Die Urkunde mit der ersten schriftlichen Erwähnung Cöllns stammt zwar bereits aus dem Jahre 1237, das älteste Siegel ist aber fast 100 Jahre jünger und stammt aus dem Jahr 1334 (siehe Bild). Dieses Siegel befand sich an der vom Rat zu Berlin/Cölln am 24. September 1334 erlassenen Polizei- und Kleiderordnung und wurde früher im Berliner Stadtarchiv aufbewahrt. Siegel und Dokument sind durch die Auswirkungen des Zweiten Weltkriegs verloren gegangen. Cölln führt ein für das Mittelalter nicht typisches Stadtsiegel. Es zeigt keine Mauern, Türme oder sonstige stadttypischen Elemente, sondern einzig und allein den askanischen Adler Brandenburgs. Die zum Teil stark beschädigte Umschrift des Siegels lautete  S CIVIVM COLONIE MARCHIONIS BRANDENBVRGENSIS  „Siegel der Stadt Cölln der Mark Brandenburg“. Das  S  steht für Sigillum – Siegel. Ein weiteres mit demselben Stempel erzeugtes und noch erhaltenes Siegel befindet sich an einer Urkunde aus dem Jahr 1399. Der Durchmesser des Siegels beträgt 58 Millimeter.
Während das Berliner Siegel- und spätere Wappenbild mehreren Änderungen unterworfen war, führt Cölln stets nur den brandenburgischen Adler im Siegel- und Wappenbild. Weitere erhaltene Siegel Cöllns stammen aus den Jahren 1442 und 1491. Das Siegel aus dem Jahr 1442 ist ein kleines Siegel. Es zeigt wie das große Siegel den brandenburgischen Adler, trägt aber die Umschrift  S’ BVRGENSIVM COLNE  „Siegel der Bürger Cöllns“. Das auf das Jahr 1491 datierte Siegel ist ebenfalls ein kleines Siegel mit einem Durchmesser von 35 Millimetern und zeigt den brandenburgischen Adler in einem Schild. Oberhalb und an den Seiten des Schildes befindet sich ein Spruchband mit der Aufschrift  sigil civitatis collne  „Siegel der Stadt Cölln“. Dieses Siegel wurde bis zum Ende des 17. Jahrhunderts geführt. Auch in den Jahren, in denen Cölln mit Berlin eine gemeinsame Stadtverwaltung bildete, wurde das Stadtrecht nie angetastet und Urkunden mit den Siegeln beider Städte bekräftigt. Erst mit der Bildung der Königlichen Haupt- und Residenzstadt Berlin im Jahr 1710, in der Berlin, Cölln, Friedrichswerder, die Dorotheen- und Friedrichstadt vereinigt wurden, endete die städtische Selbstständigkeit Cöllns.
verschiedene Siegel Cöllns
- 1399
- 1442
- 1491

### Bär gegen Adler
Das dritte Siegel Berlins befindet sich an einem Revers vom 30. Oktober 1338 der gemeinsamen Stadtverwaltung von Berlin und Cölln, die 1307 gebildet wurde. Dieses Sekretsiegel (Geheimsiegel) Berlins war bis 1448 in Gebrauch. Es zeigt einen kräftig ausschreitenden Bären, der an einem losen Band am Hals den brandenburgischen Adlerschild mit sich zieht. Dies soll die zwar vorhandene, jedoch nur noch sehr lockere landesherrliche Hoheit symbolisieren. Über dem Kopf des Bären steht ein Stern und über dem Hinterleib sind drei Sterne angeordnet. Zu den Sternen liegen keinerlei Informationen oder Deutungen vor, daher kann von einfachen Zierelemente ausgegangen werden. Das Siegel trägt zwischen zwei glatten Linien die Umschrift  S SECRETVM CIVITATIS BERLIN  „Geheimsiegel der Stadt Berlin“ und hat einen Durchmesser von 34 Millimetern. Auffallend an dem Siegel ist, dass der Adler im Schild nach links blickt und nicht wie normalerweise in allen anderen Siegel- und Wappenabbildungen des brandenburgischen Adlers nach rechts. In den Nachzeichnungen und Beschreibungen des Siegels ist das Band vom Adlerschild direkt mit einem Halsband am Bären verbunden. Auf dem erhaltenen Originalsiegel auf einer Urkunde vom 6. August 1383, die sich im Domstiftsarchiv von Brandenburg befindet, ist zu erkennen, dass das Band über dem Bären in Höhe des Halses in einem Bogen endet.
Rudolf Buchholz, Kustos am Märkischen Provinzial-Museum, sieht in diesem Siegelbild ein Symbol für die Vereinigung der beiden Städte Berlin und Cölln. Der Adlerschild wäre das Wappen Cöllns und symbolisiere die Stadt, während der Bär für Berlin steht. Dem spricht entgegen, dass zu dieser Zeit beide Städte noch keine Wappen führten, und Cölln verwendete selbst in der Zeit der Union mit Berlin ein eigenes Siegel.
Auch wenn sich der Adler noch im Stadtsiegel befand, setzten die Berliner verstärkt auf den Bären als Stadtsymbol. Dies drückt sich zum Beispiel im Silberpfennig aus der Berliner Münze vom Jahr 1369 aus (siehe Bild). Sie zeigt auf der Hauptseite den Markgrafen mit Lanze und Schwert und auf der Rückseite den auf allen vieren nach rechts laufenden Bären. Mit der Abbildung dieses Silberpfennigs wurde zum 700-jährigen Jubiläum Münzprägung in Berlin ein Ewiger Pfennig als Münzbild für die 10 Mark-Gedenkmünze von 1981 verwendet.
Der Grund, warum die Berliner den Bären auf Münzen, späteren kleinen Siegeln und Stadtzeichen alleine abbildeten, muss nicht nur darin gelegen haben, ihm eine größere Bevorzugung einzuräumen. Es ist möglich, dass damit der Unterschied zwischen den Siegeln Berlins und denen der Schwesterstadt Cölln schärfer betont werden sollte, da Cölln ebenfalls den Adlerschild im Siegel und späteren Wappen führte. Auch war die Herstellung kleiner Siegel mit nur einer Figur wesentlich einfacher.
Anfang der 1440er Jahre fanden zwischen Berlin und Cölln innerstädtische Auseinandersetzungen statt, zwischen der Bürgerschaft, vor allem den Gewerken, und dem patrizischen Rat. 1442 wandten sich beide Seiten an Kurfürst Friedrich II. um Unterstützung. Gestützt auf 600 Soldaten fungierte Friedrich II. tatkräftig als Schiedsrichter. Er löste die gemeinsame Stadtverwaltung auf, beseitigte die Herrschaft der Patrizier, nahm den Städten die obere und niedere Gerichtsbarkeit, das Niederlagenrecht, den Torzoll und weitere Einkünfte, verbot alle Bündnisse mit anderen Städten und verlangte einen geeigneten Platz für den Bau einer kurfürstlichen Burg. Dieses Ende der städtischen Selbstständigkeit hatten weder die Berliner noch die Cöllner gewollt. Diese Unzufriedenheit und die wachsende Opposition wandelte sich 1447 vom passiven zum aktiven Widerstand und 1448 zum bewaffneten Aufstand gegen die Unterdrückungspolitik Friedrichs II. für die Wiederherstellung ihrer alten Rechte und Freiheiten. Berlin und Cölln baten die mit ihnen verbündeten Städte um Rat und Unterstützung. Doch deren Hilfe und die der Hanse, deren Mitglied Berlin war, blieben aus. Berlin und Cölln mussten kapitulieren und sich mit einem neuen Eid vollständig dem Kurfürsten unterwerfen. Diese Geschehnisse gingen als Berliner Unwille in die Geschichtsbücher ein.
Während die Unterwerfungsurkunde von 1448 noch mit dem Siegel von 1338 gekennzeichnet wurde, führte Berlin danach ein neues Siegel ein. Das Jahr der Siegelanfertigung lässt sich nicht genau bestimmen, da sich an vielen Urkunden der Stadt aus dieser Zeit keine Siegel mehr befinden. Das neue Siegel ist erstmals an Urkunden von 1460 und 1491 belegt. Ließ das Siegel von 1338 noch vermuten, dass der Bär bereits die Hauptfigur war, zeigt dieses Siegel, dass dem noch nicht so war. Dieses neue Siegel zeigt den landesherrlichen brandenburgischen Adler, der sich auf dem Rücken reitend in das Fell des auf allen vieren schreitenden Bären krallt. Einige Abbildungen des Siegels zeigen den Bären mit einem Halsband. Die Umschrift zwischen je zwei glatten Linien in gotischen Minuskeln (Kleinbuchstaben) lautet sigillum civitatis antiqui berlin „Siegel der Altstadt Berlin“. Der silberne Siegelstempel hatte eine Bildfläche von 40 Millimetern. Ein erhaltener Siegelabdruck befindet sich an einer Urkunde vom 30. April 1552, die im Domstiftsarchiv von Brandenburg aufbewahrt wird. Das Siegel wurde um 1700 in leicht veränderter Form mit gleicher Inschrift neu gestochen und bis 1709 verwendet. Das neu gestochene Siegel nutzte jedoch nur der unmittelbar um das alte Berlinische Rathaus liegende Teil der Stadt.
Die Stellung des Adlers auf dem Bären wird von manchen Historikern als Unterwerfung Berlins unter die Herrschaft Kurfürst Friedrichs II. gedeutet. Ob dieses Siegelbild mit einem wirklichen symbolischen Charakter erstellt wurde, ist nicht überliefert. Ganz unwahrscheinlich ist dies nicht, da die Sphragistik und Heraldik in jenen Zeiten noch in großer Blüte stand und des Öfteren versucht wurde, historische Tatsachen durch entsprechende Siegel- und Wappenbilder auszudrücken. Einige Historiker sehen in der Darstellung eher ein Gegenseitigkeitsverhältnis von Schutz und Unterstützung. Andere Fachleute halten es hingegen für völlig überflüssig, überhaupt eine symbolische Bedeutung in diese Darstellung hineinzugeheimnissen, da es sich nur um eine möglichst passende Anordnung beider Wappenfiguren gehandelt habe. Denn das Siegel der damaligen Reichsstadt Bern zeige diesem ein sehr ähnliches. Im Gegensatz zum Berliner Siegel, wo der Adler auf dem Rücken des Bären sitzt und dessen Schwanzfeder hinter dem Bären verläuft und unter ihm wieder zu sehen ist, schwebt der Adler im Berner Siegel frei über dem Bären mit ausgespreizten Fängen.
In vielen Siegelbeschreibungen und Nachzeichnungen findet sich die Angabe, den Hals des Bären schmücke ein Halsband mit einem Kettenglied. Nach Rudolf Buchholz, der noch den originalen Siegelstempel auswerten konnte, trug der Bär kein Halsband. Unter dem Kinn und dem Schwanz des Bären sind Gebilde zu erkennen, die einer 8 ähneln. Diese wurden offenbar als Kettenglieder gedeutet und gaben Veranlassung zur Vorstellung eines Halsbandes. Buchholz schloss aus der Verbindung der gotischen Minuskeln und der Zahlzeichen, dass es sich hier um die verkürzt wiedergegebene Jahreszahl der Anfertigung der Stempels handelt, also 1444, denn zum einen ähnelte die 4 damals im Schriftbild häufig der 8, zum anderen wurden 1488 die gotischen Minuskeln nicht mehr benutzt und das Siegel vor 1488 verwendet. Diese Interpretation (1444 als Anfertigungsjahr) ist aber sicher falsch, da die Unterwerfungsurkunde von 1448 noch mit dem Siegel von 1338 gesiegelt wurde.
Paulus Cassel äußerte in einem Aufsatz, dass sich im Halsring die „gesittigte“ und gezähmte Kraft, die menschlich gewordene Natur des Tieres manifestiere. Ein mit solchem Attribut versehener Bär sei Abbild des „wilden, starken Volkes, das durch das Wort des Geistes gezähmt und gebildet ist“. Es galt aber auch als eine heraldische Gewohnheit, wilde Tiere wie Löwen, Bären, Wölfe und so weiter mit einem Halsband oder Halsring zu versehen. Auch wenn nicht sicher ist, ob der Bär in diesem Siegelbild bereits ein Halsband trägt, in den folgenden Siegeln und Wappen muss der Berliner Bär ein Halsband dulden.

### Älteste Wappenabbildungen
Die beiden ältesten Wappenabbildungen Berlins stammen aus dem Wappenbuch des Jörg Rugenn von 1492 oder 1495/98 und dem Wappenbuch des Johann Siebmacher von 1605. Beide Wappen zeigen den Bären allein im Schild. Das Wappen aus Rugenns Wappenbuch enthält einen rot gezungten, nach rechts steigenden braunen Bären im Halbrundschild. Der Bär ist in einer natürlichen Form dargestellt. Das Wappen aus Siebmachers Wappenbuch zeigt im barocken Schild den ungewöhnlicherweise nach links steigenden Bären, der hier eher einem wohl gemästeten Schwein gleicht. Als Farben gibt Siebmacher an: „Ein weißer schildt / der Beer darin schwartz“. Städtische oder amtliche Dokumente, die diese Wappenabbildungen bestätigen, fehlen jedoch. Siegelbilder, wie das des Siegelrings von 1603 und des achteckigen Siegels von 1618, lassen darauf schließen, dass Berlin mindestens seit dem 17. Jahrhundert nur den Bären im Schild als Wappen führte. Auch auf Druckwerken und Plänen, wie dem Perspektivplan der Stadt Berlin von Johann Bernhard Schultz aus dem Jahr 1688, erscheint als Stadtwappen Berlins nur der Bär.
- Wappen aus Jörg Rugenns Wappenbuch von 1492
- Wappen aus Johann Siebmachers Wappenbuch von 1605
- Siegelring von 1603
- Siegel von 1618

Der silberne und stark vergoldete Siegelring befand sich früher im Märkischen Museum. Der Durchmesser der Siegelplatte betrug 26 Millimeter. Der Ring selbst hatte einen Durchmesser von 24 Millimetern und wog 45 Gramm. Das Siegelbild zeigt den nach rechts aufsteigenden Bären mit Halsband in einem Schild. Über dem Schild steht in Großbuchstaben  BERLIN, rechts neben dem Schild stehen die Ziffern  16  und links  03. Der Siegelring kann durch seine Inschrift auf das Anfertigungsjahr 1603 datiert werden. Rudolf Buchholz bezeichnet den Siegelring als „ältesten Bürgermeister-Ring“. Die Verwendung eines weiteren Siegels ist ab 1618 nachgewiesen. Das Siegelbild weist eine achteckige Form auf, mit einer Breite von 26 und einer Höhe von 29 Millimetern. In diesem Siegel wird ebenfalls der nach rechts aufsteigende Bär mit Halsband in einem Schild dargestellt. Über dem Schild befindet sich ein zweizeiliges Spruchband mit der Aufschrift  CIVITAS BERLIN  „Stadt Berlin“. Auf beiden Siegeln trägt der Bär eindeutig ein Halsband; sie wurden gleichzeitig mit dem großen Rundsiegel von 1448 bzw. 1700 benutzt.
Eine weitere Abbildung des Berliner Wappens befand sich in der Marienkirche. Über diese zwischenzeitlich in Vergessenheit geratene Darstellung des Stadtwappens berichtete am 13. September 1884 Ernst Friedel nach einem Besuch der Marienkirche. Das Stadtwappen befand sich mit weiteren 16 Wappen der vier Bürgermeister, vier Kämmerer und acht Ratsherren auf fünf in Öl bemalten Holztafeln an der Ratsloge. Durch die Aufschrift  Rath zu Berlin. i.6. 86  auf der Holztafel kann das Wappen auf das Jahr 1686 datiert werden. Das Wappen ist in der Tradition des großen Berliner Siegels von 1280 gestaltet. Der golden gerahmte silberne (weiße) Schild in Form einer Renaissance-Tartsche zeigt den roten brandenburgischen Adler. Der Schild wird von zwei schwarzen Bären gehalten. Die Bären tragen goldene Halsbänder mit Kettengliedern, sind natürlich dargestellt, einander zugewandt und wegsehend. Auf dem Schild sitzt in Frontalansicht ein Spangenhelm in den Tingierungen Gold und Metall. Auf dem Helm sitzt eine goldene Laubkrone und die Helmzier ist ein schwarzer Adlerflug. Die Helmdecke, die sich auch um die Bären rankt, ist in rot-schwarz und weiß-rot tingiert. Die Wappentafel befindet sich als Dauerleihgabe der Evangelischen Kirche in der Nikolaikirche, die zu den Museen der Stiftung Stadtmuseum Berlin gehört.

### Eichstempel
Nicht nur die Ratsmannen der Stadt Berlin beglaubigten ihre Schriftstücke durch aufdrücken oder anhängen des Stadtsiegels, die Innungsstatuten der Goldschmiede schrieben vor, dass ihre Arbeiten „der Stadt Zeichen“ tragen müsse. Das Stadtzeichen musste auf Maßen, Hohlmaßen und Gewichten angebracht sein. Von Rudolf Buchholz werden drei Eichstempel an etwa 10 bis 30 Zentimeter langen Stahlbolzen, deren Kopf durch Hammerschläge geborsten war, beschrieben. Die Prägeflächen betrugen zwischen 6 und 20 Millimetern. Der älteste der drei Eichstempel ist oval und waagerecht zweigeteilt. Er zeigt in der unteren Hälfte den auf allen vieren nach rechts laufenden Berliner Bären mit Halsband. In der oberen Hälfte steht die Jahreszahl 1600. Der Rand ist mit barocken Verzierungen versehen. Der aus dem 17. Jahrhundert stammende zweite Stempel trug das Bild des aufrecht schreitenden Bären mit Halsband. Der dritte Stempel zeigte das vereinigte Stadtwappen von 1709.
Auch andere städtische Einrichtungen wie das Stadtgericht, die Ratswaage, die Armendirektion und das Erbpachtsvorwerk Wedding bedienten sich eines Siegels mit unterschiedlichem Siegelbild und Legende.

### Königliche Haupt- und Residenzstadt Berlin
Ein bedeutsamer Tag in der Geschichte Berlins war der 17. Januar 1709. An diesem Tage wurden per Erlass von König Friedrich I. die fünf bis dahin unabhängigen Städte Berlin, Cölln, Friedrichswerder, Dorotheenstadt und Friedrichstadt mit Wirkung vom 1. Januar 1710 zur Königlichen Haupt- und Residenzstadt Berlin vereinigt. Gleichzeitig verfügte der Regent die Schaffung eines einheitlichen Siegels und großen Wappens. Im Paragraphen neun des Erlasses zur Einrichtung des neuen Magistrats heißt es: „Schließlich lassen wir ein neues Sigillum verfertigen, dessen sich der neue confirmirte Magistrat hinfüro zu bedienen haben wird“. Dem neuen einheitlichen Magistrat war zugleich aufgetragen, sämtliche in Gebrauch befindlichen Siegel und Wappen der fünf Teilstädte sowie ein Muster für ein einheitliches Siegel einzureichen. Unter maßgeblicher Mitwirkung des erst 1706 geschaffenen Oberheroldsamtes entstanden mehrere Entwürfe einer farbig angelegten Vorlage für ein neues Einheitssiegel. Am 6. Dezember 1709 entschied sich Friedrich I. für einen Entwurf und sandte ihn an das Oberheroldsamt zur Bestätigung ein. Drei Monate später kam das genehmigte Siegel mit einem Anschreiben zurück:

„Nachdem Wir von denen von Euch allerunterthänigst eingesandten Projekten beikommende Zeichnung eines Siegels allergnädigst approbirt, als habt Ihr Euch dessen hinfürder zu gebrauchen.
Cölln, d. 6. Feb. 1710
gez. von Prinz“

Das neue Wappen wurde nach der farbig angelegten Vorlage für das Siegel gestaltet und am selben Tag offiziell verliehen. Von nun an musste sich der Bär das Wappen nicht nur mit dem brandenburgischen, sondern auch mit dem preußischen Adler teilen. Mit der Verleihung des neuen Siegels und Wappens für die neue königlichen Haupt- und Residenzstadt Berlin wurden die Siegel und Wappen der fünf Teilstädte Berlins für ungültig erklärt.
Das völlig neu gestaltete Wappen zeigt in barocker Form ein im Göpelschnitt geteilten goldenen Schild, welcher an den Seiten von grünen Laubranken mit roten Früchten gesäumt wird. Im vorderen weißen (silbernen) Feld ist der golden bewehrte und rot gezungte schwarze preußische Adler zu sehen, dessen Schwingen mit je einem goldenen Kleestängel belegt sind. Auf dem Haupt trägt er eine goldene Königskrone, im rechten Fang das goldene königliche Adlerzepter und im linken den preußischen Reichsapfel. Die Brust schmückt in Gold eine Königskrone und die verschlungenen Initialen FR für Fridericus Rex „König Friedrich“. Im hinteren weißen Feld ist der golden bewehrte und rot gezungte rote brandenburgische Adler zu sehen, dessen Schwingen mit je einem goldenen Kleestängel belegt sind. Auf dem Haupt trägt er den Kurhut, im rechten Fang das goldene kurfürstliche Lilienzepter und im linken das Kurschwert. Die Brust ist mit einem blauen Halbrundschild, welches das goldene kurfürstliche Lilienzepter zeigt, belegt. Im unteren weißen Feld befindet sich der aufrecht stehende schwarze Berliner Bär mit goldenem Halsband. Auf dem Schild des Wappens sitzt der „souveraine Churhut“, die Krone des aus dem Kurfürstentum aufgestiegenen preußischen Königreiches, eine Kombination aus Königskrone und Kurhut; sie wird vielfach als Kurkrone bezeichnet.
Die Adler symbolisieren zum einen die Zugehörigkeit Berlins zur Mark Brandenburg und zu Preußen und zum anderen weisen sie, zusammen mit dem souverainen Churhut, Berlin als Residenzstätte der brandenburgischen Kurfürsten und preußischen Könige aus. Das bildlich gleiche Siegel trägt unterhalb des Schildes den Schriftzug  17 S. C. B. 09. Die Ziffern 17 und 09 stehen für die Jahreszahl 1709. Die Abkürzung S. C. B. steht für Sigillum Civitatis Berlin „Siegel der Stadt Berlin“.
In der ersten Hälfte des 19. Jahrhunderts führte der Magistrat zu dem Haupt-Stadtsiegel von 1709 ein zweites Stadtsiegel ein, welches wie beim Vorhergehenden als Wappen übernommen wurde. Das neue Wappen beziehungsweise Siegel unterscheidet sich vom alten insofern, als die Kurkrone durch die Königskrone ersetzt wurde. Unten, in dem jetzt geteilten Schild, nimmt der Bär in einem eigenen Schild (Hauptschild) einen dominierenden Platz ein. Auf dem Bärenschild ist eine Mauerkrone eingefügt. Oben gespalten wie bisher der preußische und brandenburgische Adler, jedoch im Verhältnis kleiner dargestellt. Bei diesen Änderungen handelt es sich um die Übernahme französischer Gepflogenheiten. Dieses Siegel ist zwar erst 1839 bezeugt, die Entstehung dürfte bis in die französische Besatzungszeit Berlins vom Oktober 1806 bis Ende 1808 während der Napoleonischen Kriege zurückreichen.
Ob die Änderungen des Siegels und Wappens auf eine staatliche Anordnung hin geschahen, ist nicht bekannt. Siegel und Wappen entsprechen jedoch der Medaille, die Friedrich Wilhelm III. dem Oberbürgermeister und dem Stadtverordnetenvorsteher 1839 für ihre Amtsketten verliehen hatte. Trotz der Änderungen trug das Siegel weiterhin die Jahreszahl 1709. Die Legende in einem Trockenstempel aus jener Zeit lautet:  Siegel der Haupt- und Residenzstadt Berlin 1709. Die Stadtverordnetenversammlung übernahm in der Folgezeit ebenfalls das Siegelbild für ihre Amtssiegel, jedoch mit der Jahreszahl 1808 als Jahr der Verkündung der Städtereform durch den Freiherrn vom Stein.
Das große Wappen von 1839 fand in seiner Gestaltung nicht ungeteilten Beifall. Der Stadtarchivar Ernst Fidicin schrieb in einem Brief vom 24. Juli 1871 an den Magistrat:

„In Berlin, das seit 1806 während der französischen Invasion von dem Comité administratif unter französischer Überwachung mitregiert wurde, kam dieses römisch-französische Wappenschild (es war 1781 erstmals aufgetaucht und dann durch die amtliche französische Heraldik im Westen des Reiches während der napoleonischen Besetzung verbindlich geworden) ebenfalls zur Geltung, und wurden mit ihm zuerst die Berliner Stadtobligationen verziert, welche zur Abbürdung der uns von Frankreich auferlegten schweren Geldopfer angefertigt werden mußten; und noch bis jetzt, wo die Erinnerung an diese Entstehungsart verloren gegangen, ist man bei diesem Gebrauch verblieben. Es kann nur in den Wünschen jedes Patrioten liegen, sich von solchem Wappenbilde zu befreien.“

Die Mauerkrone hielt Fidicin für schlechthin unverzeihlich. Erst 1884 wurde bei einer Sitzung des Vereins Herold bekannt, dass die fünftürmige Mauerkrone von dem bekannten Berliner Baurat Christian Gottlieb Cantian gezeichnet wurde. Auch 1891 empörte sich der Berliner Amtsrichter Richard Béringuier noch über die Wappenkomposition von 1839, die sich unvorteilhafter Weise vom Siegel des Jahres 1709 unterscheide. Auf ihm waren die drei Wappenbilder doch wenigstens in einem heraldisch richtig geteilten Schild untergebracht. Die Art jedoch, wie man 1839 Bärenschild, Mauerkrone und Adler vereinigt habe, wäre nur „aus völligster Unkenntniß heraldischer und stylistischer Regeln hervorgegangen und trägt den Charakter einer Zeit, der jedes Kunstgefühl abhanden gekommen war“.
Die Amtskette von 1839 besitzt als verbindendes Element zwischen Kette und Medaille eine weitere Medaille, in der nur der Berliner Bär und die Umschrift  STADTVERORDNETE ZU BERLIN  zu sehen sind. Wie auf fast allen Abbildungen zwischen 1450 und 1875 trägt der Bär ein Halsband oder einen Halsring, der in farblichen Abbildungen golden gehalten ist. Während das Heroldsamt sich auf ein im Mittelalter übliches Hinzufügen des Halsringes beruft, mit dem verdeutlicht werden soll, dass es sich um einen Bären und nicht etwa um einen Eber handle, ist sich Hildebrandt „nicht ganz sicher ob dadurch, wie viele meinen, die Unterwerfung der Stadt unter die Herrschaft der Hohenzollern ausgedrückt werden sollte“. Die Berliner sahen in dem Band das Zeichen der Knechtschaft und Unterwerfung und nannten es das „Gängelband“.
Die einzelnen städtischen Einrichtungen führten sehr unterschiedliche Siegelbilder. Zum Teil wechselten die Siegelbilder einer Einrichtung in nur wenigen Jahren. In dem Registratursiegel aus dem Jahre 1766 ist der Bär von barocken Verzierungen umgeben. Das ovale Siegel der Haus- und Mietsteuerkasse zeigt nur den Bären und die Umschrift  HAUS- U. MIETHSSTEUER CASSE.. Die Schuldeputation verwendete 1846 ein Siegel mit Wappenschild und Mauerkrone. Der barocke Schild zeigt den aufsteigenden Bären und die Mauerkrone besteht nur aus fünf Türmen. Die Umschrift lautet  SCHUL-DEPUTATION DES MAGISTRATS ZU BERLIN. Die Siegelbilder des Magistrats wechselten ebenfalls öfter. Das Siegel aus dem Jahre 1846 zeigt den aufrecht stehenden Bären mit Halsband und in barockem Schild auf dem Boden. Auf dem Schild sitzt der preußische Adler mit dem Reichsapfel im linken, dem Zepter im rechten Fang und der Königskrone auf dem Haupt. Lautete die Umschrift 1846 noch  MAGISTRAT IN BERLIN, hieß sie 1853  MAGISTRAT ZU BERLIN. In dem Magistratssiegel aus dem Jahre 1853 fehlt der preußische Adler, dafür schmückt die Mauerkrone wieder den Bärenschild.
- Registratursiegel von 1766
- Siegel der Haus- und Mietsteuerkasse von 1831
- Siegel der Schuldeputation von 1846
- Magistratssiegel von 1846
- Magistratssiegel von 1853

### Hauptstadt des Deutschen Reiches
Nach der Gründung des Deutschen Kaiserreichs 1871 flammten die Diskussionen um ein neues Wappen für die Hauptstadt des Kaiserreichs neu auf. In einem Schreiben vom 24. Juli 1871, in dem der Stadtarchivar Ernst Fidicin die Entstehung des Berliner Siegels schildert, vertrat er die Auffassung, dass die Stadt ein neues „kaiserliches“ Siegel benötige. In Namen des Heroldsamtes wies Graf Stillfried darauf hin, dass das Stadtsiegel nie den Zusatz „kurfürstlich“ oder „königlich“ getragen habe und daher die Bezeichnung „kaiserlich“ unangemessen sei. Die Diskussionen führten jedoch dazu, dass der Bär durch Beschluss des Magistrats vom 1. Oktober 1875 von seinem Halsband befreit wurde. Damit wurde dem Bären das „Zeichen der Knechtschaft“ genommen und aus dem „gezähmten“ Bären wurde wieder ein „freier“ und „wilder“. Das geänderte Wappen zeigt in gespaltenem Halbrundschild vorn den golden bewehrten und rot gezungten schwarze preußischen Adler, mit einer goldenen Königskrone auf dem Haupt und den goldenen verschlungenen Initialen FR für Fridericus Rex auf der Brust. Die Schwingen sind mit je einen goldenen Kleestängel belegt. Er hält im rechten Fang den preußischen Reichsapfel und im linken das goldene Adlerzepter. Im hinteren Feld ist der golden bewehrte und rot gezungte rote brandenburgische Adler, er trägt ein blaues Brustschild mit goldenem kurfürstlichem Lilienzepter und auf dem Haupt den roten Kurhut. Auf den Schwingen liegt je ein goldener Kleestängel. Dieser Adler hält im rechten Fang das goldene Adlerzepter und im linken das blanke Kurschwert. Die Adler sind einander zugewandt. Auf dem Schild unten aufgelegt ein kleinerer, silberner Halbrundschild mit einer goldenen fünftürmigen Mauerkrone, darin der aufgerichtet schreitende rot gezungte schwarze Berliner Bär. Während der preußische und brandenburgische Adler in früheren Wappen noch über dem Bären in eigenen Schildern schwebten, treten sie ab diesen Wappen mehr in den Hintergrund. Sie werden jetzt teilweise vom Bärenschild verdeckt und müssen sich ein gespaltenes Schild teilen.
Diese Änderungen von 1875 an dem Wappen sollten ein Anlauf zur Schaffung eines neuen Wappens sein. Auch der Bär, von dem es mittlerweile viele bizarre Abbildungen gab, sollte eine ihm würdige Darstellung erhalten. Im Rahmen der Diskussionen wurde das Wappen 1883 erneut geändert. In dem Wappen wird der preußische Adler wieder in seiner Original-Darstellung gezeigt – nach rechts blickend, das Zepter im rechten und den Reichsapfel im linken Fang – und wo einst der Kurhut und die Königskrone das Wappen schmückten, sitzt eine dreitürmige rote Mauerkrone mit geschlossenem Tor auf dem Schild. Der gespaltene Schild ist in barocker Form ausgeführt. Wie im Wappen von 1871 befinden sich im vorderen silbernen Feld der golden bewehrte und rot gezungte schwarze preußische Adler. Die Schwingen sind mit je einem goldenen Kleestängel belegt. Auf der sind die goldenen verschlungenen Initialen FR für Fridericus Rex dargestellt und auf dem Haupt trägt er die goldene Königskrone. Im linken Fang hält er den preußischen Reichsapfel und im rechten ein goldenes Adlerzepter. Im hinteren silbernen Feld ist der golden bewehrte und rot gezungte rote brandenburgische Adler gezeichnet. Die Schwingen sind mit je einem goldenen Kleestängel belegt. Auf der Brust liegt ein blaues Brustschild mit goldenem Lilienzepter und auf dem Haupt trägt er den Kurhut. Im rechten Fang hält er das blanke Kurschwert und im linken ein goldenes Adlerzepter. Unten auf das Hauptschild aufgelegt ein silbernes Halbrundschild mit einer goldenen fünftürmigen Mauerkrone; im Schild der rot bewehrte und rot gezungte schwarze aufgerichtete Berliner Bär. An der Mauerkrone des Hauptschildes befinden sich Helmdecken, innen Silber und außen Schwarz. Dies entspricht nicht den heraldischen Regeln, nach denen sollten Helmdecken immer nur zusammen mit Helmen verwendet werden. Seitlich und unten wird der Schild von zwei Laubzweigen gerahmt; rechts ein grüner Eichenzweig mit braunen Eicheln, links ein grüner Lorbeerzweig mit roten Früchten. Die Zweige sind mit einem unten zur Schleife gebundenen silber-schwarzen Band umwickelt.

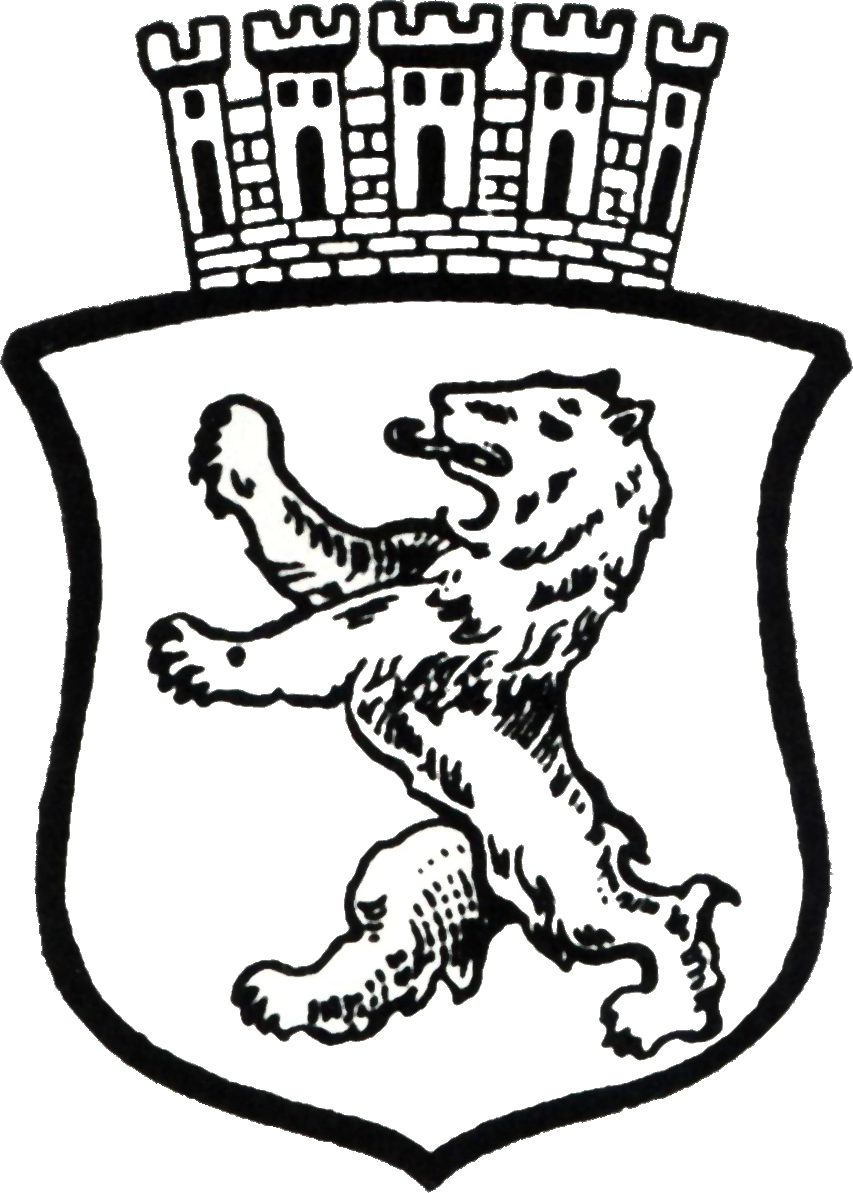
Kleines Wappen von 1883

Der Heraldiker Professor Adolf Matthias Hildebrandt fertigte 1883 mehrere Entwürfe für ein Berliner Wappen an. Eines davon wurde bis 1920 als kleines Wappen und danach auch als großes Wappen der Stadt verwendet. Dieses schwarz-weiß gehaltene Wappen zeigt einen aufgerichtet schreitenden weiß gezungten weißen Bären in weißem Schild. Auf dem Schild ruht eine weiße fünftürmige Mauerkrone. Hildebrandt, der selber Kritik an den vielen Erscheinungsformen des Bären übte, bekam für dieses Wappen selber Kritik. Ein Kritiker bemerkte später, dass „der Bär ganz martialisch und heraldisch aussieht, aber leider mehr einem gereizten Löwe ähnelt und sich bewegt, wie dies Meister Petz niemals tut“.
Die jahrelangen Erörterungen und Diskussionen verliefen jedoch erfolglos. Die Bemühungen zur Schaffung eines neuen Wappens versandeten und um die künstlerisch endgültige Form des Bären kümmerte man sich in der Folgezeit nicht mehr. Berlin musste sich als einzige große deutsche Stadt mit einem Wappen begnügen, zu dem keine amtliche Vorlage existierte. Da mit der Verwendung der Wappenbilder keine Rechtswirkung verbunden war, sie also von der festgestellten Form des Siegels abweichen durften, kam es zu einer sehr freien Gestaltung der Figur des Bären.
Die Berliner glaubten zwar ihren Bären zu kennen, da sie ihn täglich auf der Straße, an Brunnen, Gebäuden, auf der Steuerquittung, auf Kalendern oder Zeitungen vor Augen hatten; und von Bildhauern, Zeichnern oder Lithographen wurde ohne weiteres erwartet, dass sie über die richtige Vorstellung vom Berliner Wappentier verfügten. Die Zahl der ungeeigneten Vorbilder sei jedoch, wie Hans Brendicke, Herausgeber der Mitteilungen des Vereins für die Geschichte Berlins, 1896 mit einiger Betrübnis konstatierte, „geradezu Legion“. Brendicke fiel auf, dass die einzelnen Unterbehörden jede für sich einen eigenen Bären führte und auf den Kouponbögen der Berliner Stadtanleihe drei verschiedene Bären wahrzunehmen sind. Manchem Verleger hätte es nicht geringe Pein bereitet, wenn er sofort angeben soll, wo man Berlins Bären in korrekter Ausführung finden könne. Ein Mitglied des Vereins für die Geschichte Berlins hatte mit Hilfe von Freunden und Bekannten, Beamten und Behörden 273 Darstellungen des Bären gesammelt, die „uns gleichsam die ganze Stufenleiter der vierfüßigen Säugetiere zeigen, zugleich aber auch den offenbaren Mangel an einer allgemein gültigen Auffassung des Stadtwappens empfinden lassen“.

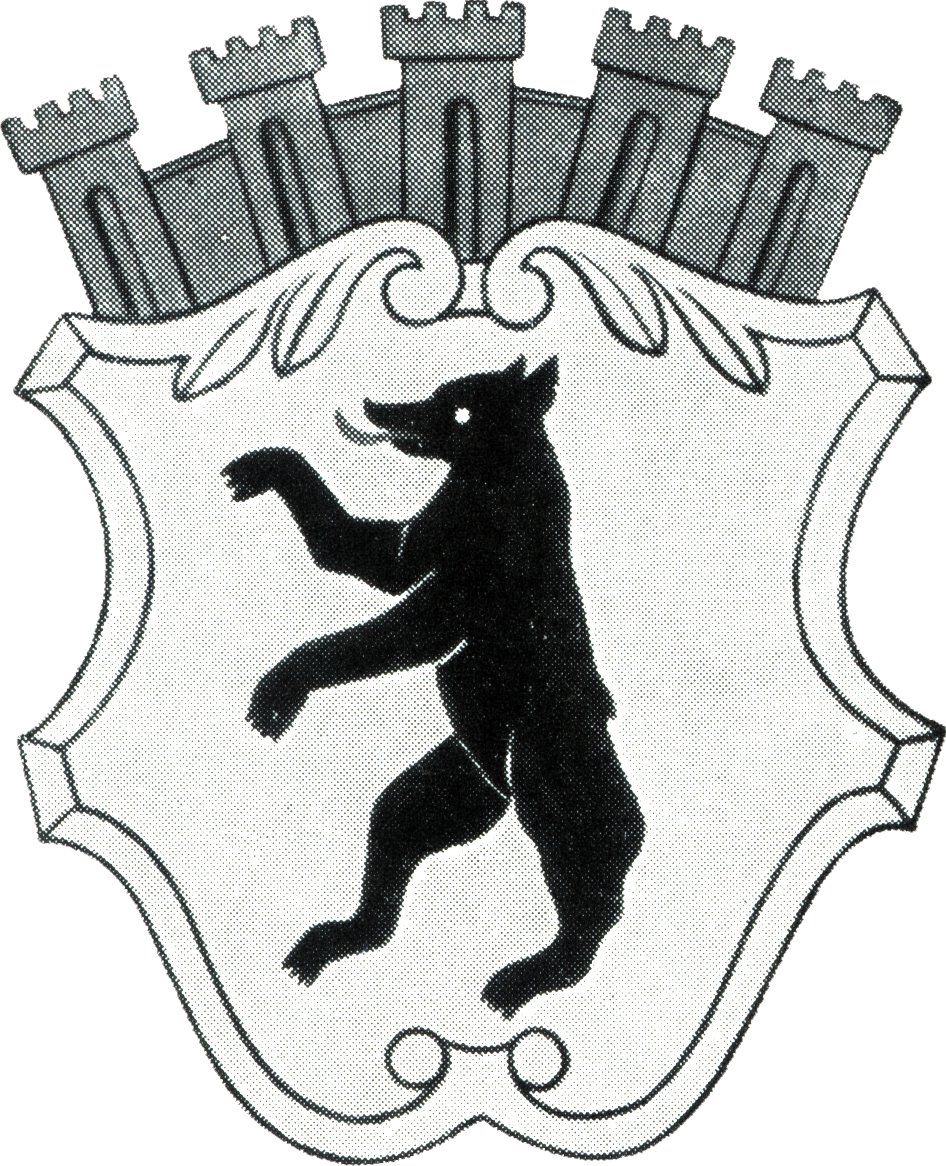
Wappen von 1900

Anfang des 20. Jahrhunderts kam ein weiteres Wappen in Gebrauch. Es ist das Bärenschild mit Mauerkrone aus dem Wappen von 1839. Das Wappen zeigt im silbernen Schild, der in barocker Form ausgeführt ist, den rot gezungten aufrecht stehenden schwarzen Berliner Bären, der in diesem Wappen als abgemagert beschrieben wird und eher einen Fuchs oder Hund ähnelt. Auf dem Schild ruht eine fünftürmige Mauerkrone.
Die vielen verschiedenen und teilweise sehr schlechten Bärendarstellungen ließen Hildebrandt 1915 in den „Schriften des Vereins für die Geschichte Berlins – Band 50“ herbe Kritik an der Mehrheit der Berliner Zeichner üben, die er beschuldigte „sich an unserem Freund Braun jahrhundertelang aufs ärgste versündigt“ zu haben. Er verurteilte aufs schärfste jene Wappenproduzenten, die den Bären rot anmalten oder ihn in ein gelbes Feld stellten. „Unser alter Petz“ sei und sollte stets „gut preußisch schwarz-weiß“ sein. Den Bären auf einen Hügel oder Rasen im Schild zu platzieren empfand Hildebrandt als falsch. Der Bär sollte in einem Schild frei stehen und ihn möglichst ausfüllen. Die Mauerkrone mit ihren fünf Türmen habe auf dem Schild fest aufzuliegen und nicht auf dem Kopf des Bären zu sitzen oder gar über seinen Kopf zu schweben. Hildebrandt stellte fest: „Der heraldische Bär muß auf den Hinterbeinen aufrecht stehen, in kühner, angreifender Stellung; ‚zum Grimme geschickt‘ heißt der altheraldische Ausdruck – die Vordertazen mit ausgespreizten Krallen erhoben, das Maul mit kräftigen Zähnen weit aufgesperrt, die Zunge lang herausgestreckt. Die Zeichnung soll nicht naturalistisch sein, sondern stilisiert, jedoch so, daß die charakteristische Gestalt des Bären dadurch nicht beeinträchtigt, vielmehr gehoben wird. Z. B. ist zu beachten, daß der Bär … ein ‚Sohlengänger‘ ist und als solcher auch im Wappen gekennzeichnet werden muß“.
Für die Siegel existierte ebenfalls keine amtliche Vorgabe. Jede Behörde verwendete einen anderen Bären, mal mit mal ohne Schild, der in der Form variierte, mal mit mal ohne Mauerkrone. Die Stadt verwendete ein Siegel mit dem Bärenwappen mit Mauerkrone aus dem Wappen von 1839, wie es auch seit Anfang des 20. Jahrhunderts häufig als Wappen verwendet wurde. Die Umschrift zwischen zwei glatten Linien lautet  SIEGEL DER REICHSHAUPTSTADT BERLIN. Der 1912 gebildet Verband Groß-Berlin führte ebenfalls ein Siegel mit dem Berliner Bären. Das Siegel des Verbandes zeigt in der unteren Hälfte den aufrecht stehenden Berliner Bären in einem Halbrundschild. Die Umschrift, die sich auf die untere Hälfte des Siegels beschränkt, lautet  VERBAND GROSSBERLIN. Die obere Hälfte des Siegels wird komplett von dem brandenburgischen Adler ausgefüllt. Die Flügel sind mit je einem Kleestängel und die Brust mit einem Dreiecksschild mit Lilienzepter belegt. Auf dem Haupt trägt der Adler den Kurhut.

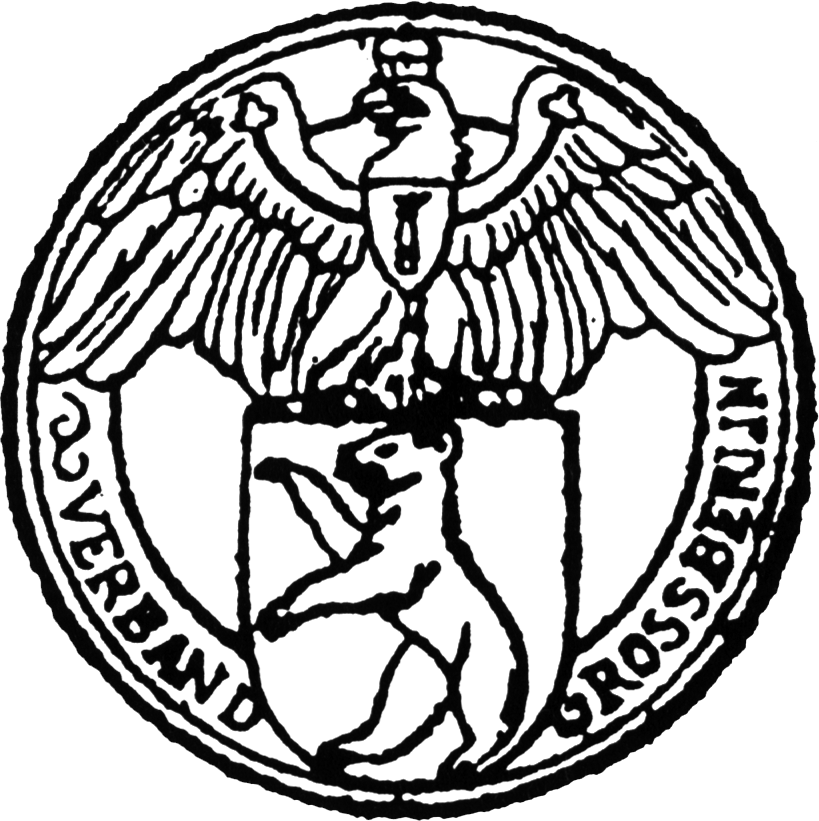
Siegel des Verbands Großberlin 1912–1920
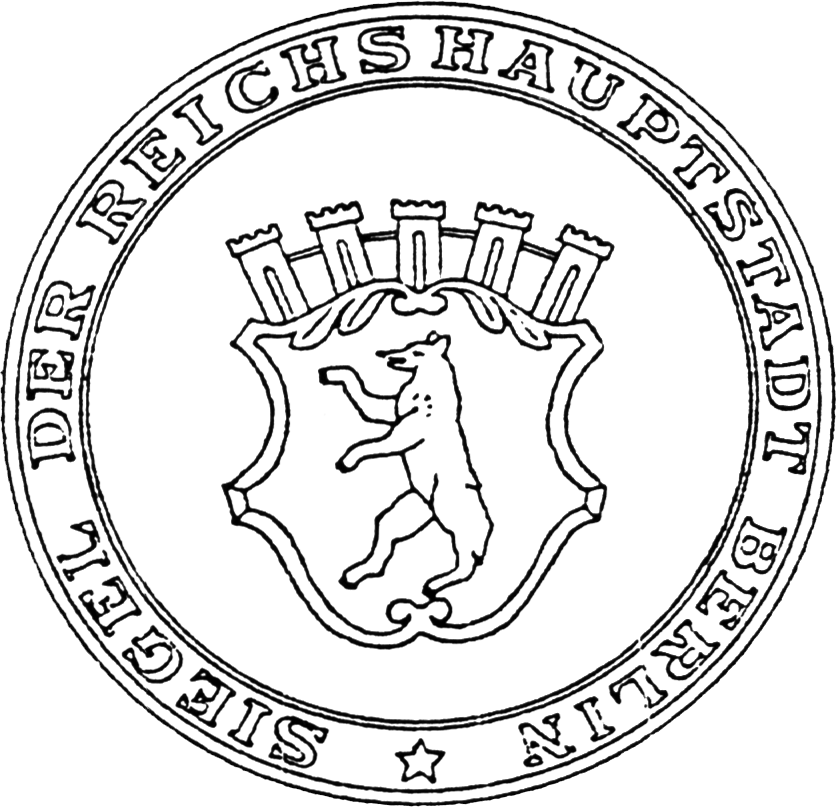
Siegel der Reichshauptstadt Berlin 1920

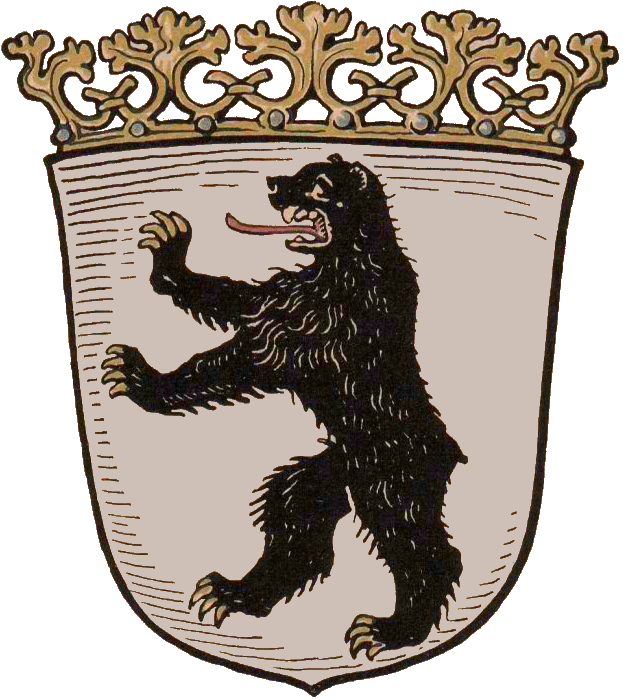
Wappen von 1926

Nach der Novemberrevolution 1918 und der damit verbundenen Abdankung der Monarchie in Deutschland wurden die dynastischen Embleme, der schwarze preußische und der rote brandenburgische Adler mit ihren dazugehörigen Insignien, überflüssig. Der Bär rückte zum einzigen Wappenbild im Schild mit Mauerkrone auf. Nach der Bildung der neuen Stadtgemeinde Groß-Berlin 1920, bei der durch preußisches Gesetz acht Städte, 59 Landgemeinden und 27 Gutsbezirke zusammengeschlossen wurden, galt der Bär schlechthin als das Symbol der Stadt. Aufgrund der mit der Bildung von Groß-Berlins verbundenen Aufgaben und immensen Schwierigkeiten fanden die städtischen Körperschaften und Behörden keine Zeit, dem Bären eine amtliche Pflege teil werden zu lassen. Es existierten weiter zahlreiche Varianten von Wappen und Bären. Auf einigen waren der Bär und die Mauerkrone kaum noch als solche erkennbar.

Wappen von 1934, gültig für West-Berlin bis 1954, in Ost-Berlin bis zur Wiedervereinigung der Stadt im Jahr 1990

Erst in der NS-Zeit wurde dem Wappen wieder Aufmerksamkeit gewidmet. Professor Sigmund von Weech entwarf 1934 auf Anregung des von den Nazis eingesetzten „Staatskommissars in der Hauptstadt Berlin“, Julius Lippert, ein neues Wappen. Es zeigt einen aufrecht stehenden schwarzen Bären mit roter Zunge in einem silbernen, zweifach rot umrandeten Schild mit einer stilisierten fünftürmigen roten Mauerkrone. Der „Völkische Beobachter“ beschrieb am 23. Mai 1934 das Wappen, in dem der Bär „stolz, und straff, kraftvoll und hochaufgerichtet … im weißen Schild steht, der von der wehrhaften Mauerkrone trotzig beschirmt wird“. Der neben dem Staatskommissar amtierende Oberbürgermeister Heinrich Sahm ordnete in einer Verfügung vom 12. Juni 1935 an, künftig nur noch das neue Wappen zu nutzen, und Entwürfe für Siegel von Dienststellen ausschließlich von Weech zu überlassen. Der Austausch der alten gegen das neue Wappen erfolgte nur sehr schleppend. Das Amtsblatt der Stadt übernahm das neue Wappen in seiner Kopfleiste erst mit der Nummer 41 vom 13. Oktober 1935. Aufgrund dieser zögerlichen Vorgehensweise wies Oberbürgermeister Sahm in einem Schreiben vom 7. Dezember 1935 erneut darauf hin, nur noch das neue Wappen zu verwenden.

### Geteilte Stadt
Nach dem Zweiten Weltkrieg waren Neuerungen und Reformen auf fast allen Gebieten notwendig. An dem Bären als Stadtsymbol sollte weiter festgehalten werden. In der Absicht der deutschen Behörden lag zunächst, den Bären von 1934 durch entsprechende „Renovierungen“ gegenüber den Besatzungsmächten nicht allzu „wehrhaft“ und „kämpferisch“ erscheinen zu lassen. Im ersten Verfassungsentwurf des noch allein von der sowjetischen Militärregierung im Mai 1945 eingesetzten Magistrats von Anfang Januar 1946 heißt es in Artikel 1 Absatz 2: „Berlin führt Wappen, Siegel und Flagge mit dem Bären. Die Einzelheiten werden in einer Verordnung bestimmt“. Der gleiche Wortlaut wurde in der von den Alliierten am 13. August 1946 erlassenen Vorläufigen Verfassung übernommen und im Entwurf der Stadtverordnetenversammlung für eine demokratische Verfassung von Berlin vom 22. April 1948 im Artikel 5 heißt es: „Berlin führt Flagge, Wappen und Siegel mit dem Bären, die Flagge mit den Farben Weiß-Rot“.
Am 21. Januar 1948 unterbreitete nach längerer Vorbereitung der Magistrat ein Gesetz über Wappen und Flagge Berlins. In der Stadtverordnetenversammlung zum 100. Jahrestag der Revolution von 1848 am 18. März 1948 berichtete Karl Maron (SED) über die Beratungen zum Gesetz im dafür zuständigen Verfassungsausschuss. Hinsichtlich der von allen geforderten neuen Gestalt des Bären gab es zwar keinen Bärenkrieg, es gab aber weitgehende Meinungsverschiedenheiten darüber, ob der Bär dünner oder dicker sein soll, ob er die Zunge zeigen müsse oder nicht und dergleichen mehr. Deshalb wurde die Ausschreibung eines Wettbewerbs beschlossen, in dem allen „zeichnerisch begabten Bärenfreunden“ Gelegenheit gegeben wurde, bis zum 1. Juli ihre Auffassung zur Bärengestalt vorzulegen. Entscheidungen zu diesem Wettbewerb konnten nicht mehr getroffen werden, da sich bereits im Frühsommer 1948 die Spaltung der Stadt abzuzeichnen begannen. Die eingereichten Entwürfe deckten ein breites Spektrum ab. Der Bär wurde inzwischen so „zahm“ eingeschätzt, dass einige Muster den Bären ohne Krallen und Zunge zeigten. Ein Einsender präsentierte die Friedenstaube als Wappentier, mit einem Ölzweig im Schnabel auf einem Felsen sitzend.
Nach der Spaltung der Stadt bemühte man sich in Ost-Berlin nicht mehr um die Neugestaltung des Wappens. Während alle deutschen Länder ihre Wappenführung in den jeweiligen Verfassungen regelten, fehlte Ost-Berlin mangels einer Verfassung derartige Bestimmungen. Es galten ab 1953 die entsprechenden Vorschriften der DDR. Dort waren Stadtwappen keine amtlichen, gültigen und rechtskräftigen Hoheitszeichen und erschienen nicht in den Siegeln der Städte. Es wurde das Wappen von Professor von Weech aus dem Jahr 1934 weitergeführt. Die zu benutzenden Siegel wurden durch die Siegelordnungen und folgenden Durchführungsbestimmung zu den Siegelordnungen der DDR bestimmt. Die Dienstsiegel zeigten das Staatswappen der DDR. Die Umschrift trug in der oberen Hälfte die Worte „Deutsche Demokratische Republik“ und in der unteren Hälfte die Bezeichnung des siegelführenden Organs der Staatsmacht. Unter dem Wappen ist die Registriernummer des Dienstsiegels angebracht.

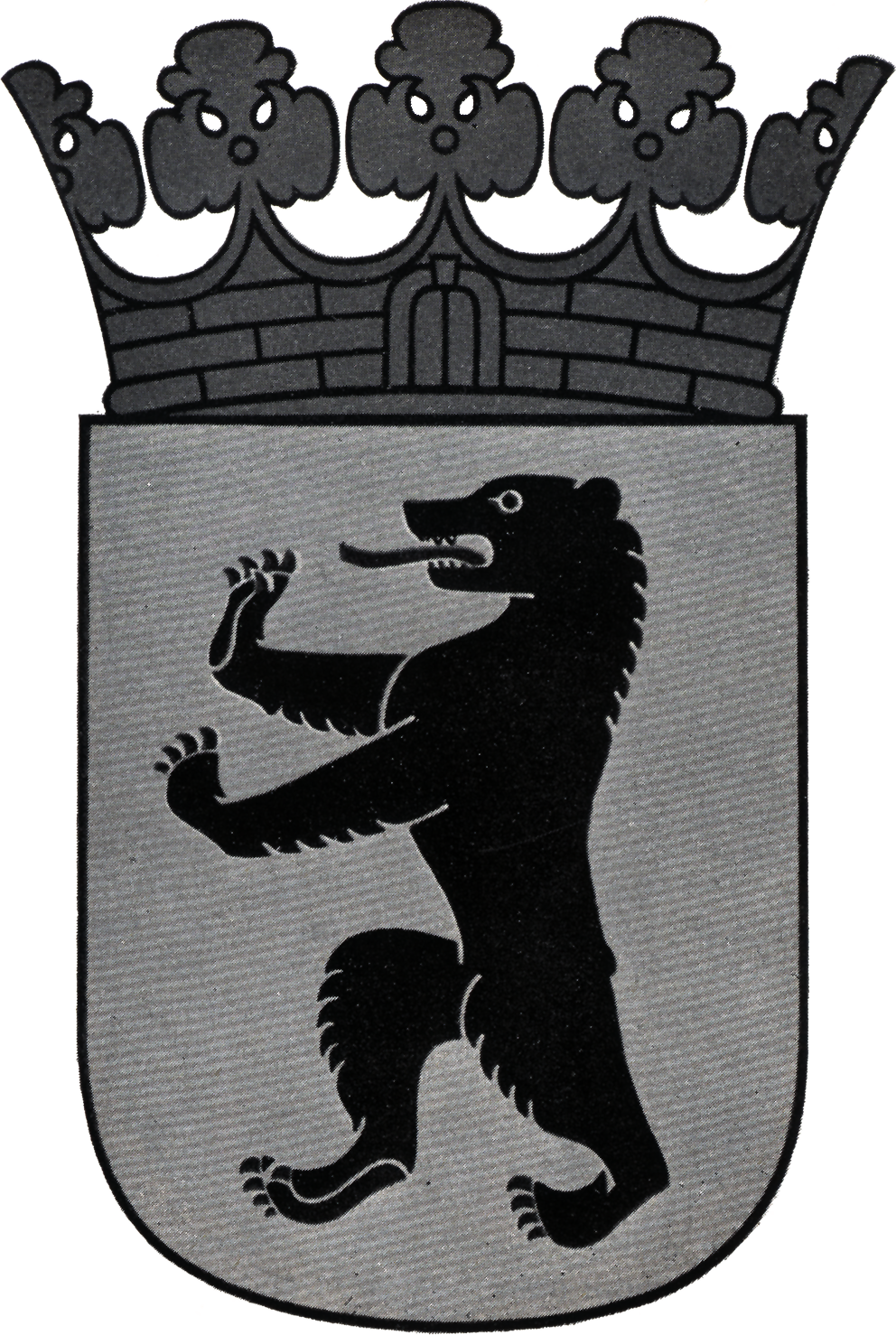
Wappenentwurf von Richard Blank, 1952

In West-Berlin legte die am 1. Oktober 1950 in Kraft getretene Verfassung, wie schon der Entwurf von 1948, in Artikel 5 fest: „Berlin führt Flagge, Wappen und Siegel mit dem Bären, die Flagge mit den Farben Weiß-Rot.“ Die dringende Notwendigkeit zur Schaffung eines neuen Wappens bestand nicht nur, um sich von Ost-Berlin zu unterscheiden, es sollte auch die Bestimmung des Artikels 1 (1) der Verfassung, „Berlin ist ein deutsches Land und zugleich eine Stadt“, im Wappen zum Ausdruck kommen. Der parteilose Innensenator Werner Müller war im Frühjahr 1951 der Auffassung, Berlin müsse künftig zwei Wappen führen. Neben einem neu zu schaffenden Landeswappen auch noch das alte Stadtwappen, „wegen des städtischen Charakters des jüngsten Landes“. Der Senat entschied sich jedoch für nur ein Wappen. Im Februar 1952 wurden zwölf namhafte Berliner Künstler und Heraldiker zur Teilnahme an einem beschränkten Wettbewerb eingeladen, um geeignete Entwürfe für ein Wappen zu erlangen. Zu der gemischten Kommission gehörten neben dem Regierenden Bürgermeister Ernst Reuter als Vorsitzender, drei Senatoren, mehrere Abgeordnete und prominente Künstler wie Renée Sintenis, Richard Scheibe und Max Taut. Im Juni 1952 beschloss die Kommission den 1. Preis in Höhe von 1500 DM an Professor Richard Blank, den zweiten an Ottfried Neubecker und den 3. Preis an Ludwig Peter Kowalski zu vergeben.
Richard Blank, Professor für Graphik an der Hochschule für bildende Künste, war daran gelegen, von den alten barocken heraldischen Formen abzukommen und ein neues Wappen mit modernem, sachlichen und repräsentativen Aussehen zu schaffen, ohne Schnörkel, Verzierungen und Schmuck. Eine Zeitung schrieb, dass sein „Ursus Berolinensis“ „eine besonders aufrechte, stolze und geradezu abwehrende Haltung ein“ nimmt. Das Wappen zeigt in silbernen Schild einen aufgerichteten rot bewehrten und rot gezungten schwarzen Bären. Auf dem Schild ruht eine goldene fünfblättrige Laubkrone. Die Laubkrone, auch Volkskrone genannt, zierte die Schilde aller drei prämierten Entwürfe. Sie hatte sich in Ländern mit republikanischer Verfassung eingebürgert.
Entgegen den allgemeinen Erwartungen der Öffentlichkeit, war mit dem Votum der Kommission noch längst keine endgültige Entscheidung gefallen. Der Senat sprach sich erst nach einem Jahr und einigen kleinen Änderungen für den Entwurf von Richard Blank aus und leitete eine entsprechende Beschlussvorlage dem Abgeordnetenhaus zu. Der zuständige Innenausschuss konnte sich nicht zu einer einmütigen Zustimmung durchringen. Einige Abgeordnete meinten, der Bär sähe so verhungert aus, dass er lieber die goldenen Blätter zu fressen hätte bekommen sollen. Andere Abgeordnete verglichen ihn mit einem nassen Hund, der gerade aus dem Wasser gezogen wurde. Die nach dem Bericht des Ausschusses in der Plenardebatte am 5. November 1953 unterlegene Minderheit stellte mit Nachdruck fest, dass der Bär als Wappen nicht auf ihr Konto kommt. Der Hinweis, der Ausschuss hatte nicht über den Futterzustand des Bären, über eine mehr oder minder naturalistische Darstellung oder dem alten Streit über Sommer- oder Winterfell zu befinden, sondern ob bei der Auswahl der Entwürfe dem offenbar sachverständigen Urteil bekannter Künstler zugestimmt wird, blieb unbeachtet. Der Wortlaut des Sitzungsprotokolls wurde von einem Kritiker als ein „einigermaßen beschämendes Zeugnis für die gedankliche und sprachliche Niederung, in der diese parlamentarische Aussprache sich bewegte, mit dem Ziel, über künstlerische Leistungen mit billigen Scherzen ein Todesurteil zu fällen“ bewertet. Aufgrund der Unstimmigkeiten wurde die Vorlage noch einmal an den Innenausschuss zurücküberwiesen. Der Parlamentspräsident Otto Suhr bemerkte hierzu, wenn ein Wappen seine symbolhafte Bedeutung erfüllen solle, dürfe es nicht mit einer knappen Mehrheit erzwungen werden, sondern müsse von der Sympathie und Wertschätzung aller getragen werden.

Amtliches Muster des Wappens seit 1954

Der Berichterstatter des Innenausschusses musste am 6. Mai 1954 im Parlament einräumen, dass der Ausschuss wieder zu keiner Einigung gelangt war. Schließlich plädierte der Ältestenrat nach zweimaliger Diskussion der Vorlage für den im Wettbewerb mit dem zweiten Preis ausgezeichneten Entwurf von Ottfried Neubecker, als den für Berlin geeigneten anzusehen. Das Abgeordnetenhaus verabschiedete darauf am 13. Mai 1954 mit großer Mehrheit das Gesetz über die Hoheitszeichen des Landes Berlin und billigte anschließend mit nur wenigen Gegenstimmen den Wappenentwurf von Neubecker. Damit hatte West-Berlin nach jahrelangen Diskussionen endlich ein neues Wappen. Abbildungen des neuen Wappen und der neuen Flaggen wurden dem Gesetz als Muster beigelegt. Bis zu diesem Zeitpunkt verwendete West-Berlin das Wappen von 1934.
Das neue Wappen Berlins zeigt in silbernen (weißen) Schild einen rot bewehrten und rot gezungten aufrecht schreitenden schwarzen Bären. Auf dem Schild ruht eine goldene fünfblättrige Laubkrone mit einem Mauerwerk und einem geschlossenen Tor in der Mitte als Stirnreif. Der Bär ist der Berliner Bär, der sich endlich auch per Gesetz zum alleinigen Wappentier und Symbol der Stadt Berlin durchgesetzt hat. Die Laubkrone in Verbindung mit dem Mauerwerk im Stirnreif unterstreicht den Land-Stadt-Charakter Berlins.
Die Ausgestaltung und Führung der Landessiegel hatte auf Grund des § 5 Abs. 1 des Gesetzes über die Hoheitszeichen des Landes Berlin in einer eigenen Verordnung zu erfolgen. Diese trat am 12. November 1954 mit der Verordnung über die Landessiegel vom 28. Oktober 1954 in Kraft. Es wurde ein großes und ein kleines Siegel geschaffen. Das große Landessiegel zeigt das Landeswappen, umgeben von einem Laubkranz. Es hat einen Durchmesser von 60 Millimetern und kommt ausschließlich als Prägesiegel zur Verwendung. Das kleine Landessiegel zeigt das Landeswappen und als Umschrift im oberen Teil die siegelführende Stelle und unten den Namen  BERLIN. Der Durchmesser des kleinen Landessiegels beträgt 35 Millimeter. Es kommt als Prägesiegel, Siegelmarke oder Farbdruckstempel zur Verwendung. Für bestimmte Anwendungen wird das Landessiegel in kleineren Ausführungen genutzt, z. B. für Personenstandsurkunden mit 20 Millimetern Durchmesser.

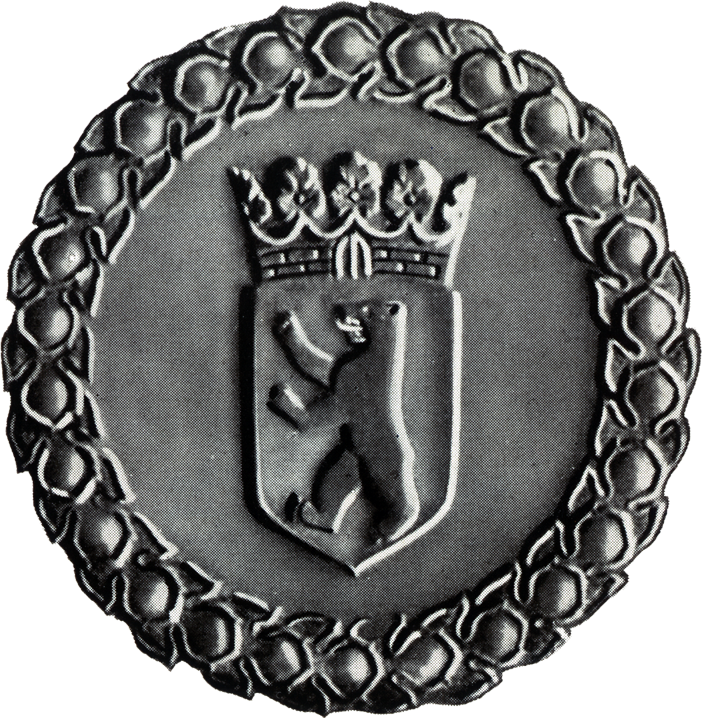
Großes Landessiegel
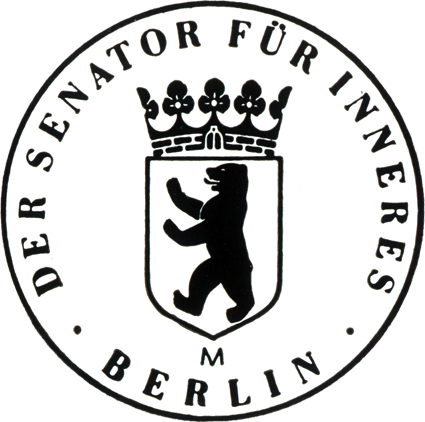
Kleines Landessiegel des Senators für Inneres

### Wiedervereintes Berlin
Nach der politischen Wende in der DDR 1989 kam es zu Überarbeitungen und Neuschaffungen von Gesetzen und Verfassungen in der DDR. So bekam Ost-Berlin am 23. Juli 1990 eine eigene Verfassung. Diese Verfassung wurde wie die Verfassung West-Berlins auf Grundlage der am 22. April 1948 verabschiedeten Verfassung erstellt. So heißt es auch in der neuen Verfassung in Artikel 5: „Berlin führt Flagge, Wappen und Siegel mit dem Bären, die Flagge mit den Farben weiß-rot.“ Die Verfassung Ost-Berlins war von vornherein nur für die Übergangszeit bis zur Deutschen Wiedervereinigung und damit auch der Wiedervereinigung Berlins vorgesehen. In Artikel 88 Absatz 4 heißt es hierzu: „Diese Verfassung tritt an dem Tage der konstituierenden Sitzung des neugewählten Gesamtberliner Parlaments außer Kraft, in der die Gültigkeit einer Gesamtberliner Verfassung auch für diesen Teil der Stadt festgestellt wird.“ Nach der Deutschen Wiedervereinigung am 3. Oktober 1990 fand am 2. Dezember 1990 die erste Gesamtberliner Wahl seit 1946 statt. Am 11. Januar 1991 beschloss das Gesamtberliner Abgeordnetenhaus, den Geltungsbereich der Verfassung von West-Berlin vom 1. September 1950 auf das Gebiet von ganz Berlin auszuweiten. Damit wurde auch das Wappen von 1954 für ganz Berlin übernommen. Es ist das noch heute gültige Wappen und Hoheitszeichen des Bundeslandes und der Stadt Berlin.

## Landessymbol
Um Privatpersonen, Firmen und nicht-hoheitlichen Einrichtungen zu ermöglichen, die Verbundenheit zu Berlin mit einem Symbol zu dokumentieren, wird von der Senatsverwaltung für Inneres und Sport das Landessymbol bereitgestellt, das von jedermann verwendet werden kann, ausgenommen in Siegeln, Stempeln oder auf Schildern. Dieses Wappenzeichen zeigt den Wappenschild des Landeswappens ohne Laubkrone in farbiger oder schwarz-weißer Ausführung.
Landessymbole von Berlin

Schwarz-weiß
Farbig
Silber

## Bezirkswappen
Die Bezirke führen nach dem Gesetz über die Hoheitszeichen des Landes Berlin vom 22. Oktober 2007 §1 (2) das Landeswappen. Der Senat von Berlin kann und hat den einzelnen Bezirken auch Bezirkswappen verliehen, die zur Darstellung der Bezirke gezeigt werden können. Für die Nutzung der Bezirkswappen gelten dieselben Regeln wie für das Landeswappen. Offiziell beziehungsweise amtlich führen die Bezirke des ehemaligen West-Berlin erst seit 1954 und die Bezirke des ehemaligen Ost-Berlin seit 1990 eigene Wappen. Vorher wurden die Wappen der namensgebenden Städte und Landgemeinden inoffiziell als Bezirkswappen geführt. Das Gesetz über die Hoheitszeichen des Landes Berlin vom 13. Mai 1954 schränkte die Benutzung der Bezirkswappen durch die Bezirke noch stark ein, so durften die Bezirkswappen beispielsweise nur zusammen mit dem Landeswappen verwendet werden. Die einschränkende Regelung für die Bezirkswappen wurde 2007 für veraltet befunden. Auf der Sitzung des Senats am 10. Juli 2007 brachte der Senator für Inneres und Sport Ehrhart Körting einen neuen Gesetzentwurf zu den Hoheitszeichen des Landes Berlin ein. Das Gesetz über die Hoheitszeichen des Landes Berlin vom 22. Oktober 2007 trat am 3. November 2007 in Kraft. Mit der Neufassung des Gesetzes wurde auch die Dienstflagge abgeschafft.

Mauerkrone der Berliner Bezirkswappen

Als verbindendes Element aller Berliner Bezirkswappen mit der Stadt Berlin, aber auch untereinander, ist die auf dem Schild ruhende dreitürmige Mauerkrone, deren mittleren Turm mit dem Berliner Wappenschild (silber) belegt ist, vorgeschrieben. Sie wurde in den 1950er Jahren eingeführt und schmückte bis 1992 nur die Wappen der Bezirke in West-Berlin. Nach der Deutschen Wiedervereinigung und damit auch der Wiedervereinigung Berlins wurde die Mauerkrone auch auf die Wappen der Bezirke des früheren Ostteils der Stadt gesetzt. Die Mauerkronen wiesen bereits bei den Bezirkswappen West-Berlins in den verschiedenen Darstellungen Unterschiede auf und auch die Mauerkronen der neuen Bezirkswappen der ehemaligen Ost-Berliner Bezirke wurden nicht einheitlich gestaltet. Mit der Bezirksfusion vom 1. Januar 2001 mussten für die neu geschaffenen Bezirke neu Bezirkswappen geschaffen werden. Das Landesarchiv Berlin gab den Bezirken Hinweise zur Gestaltung. Die Mauerkrone wurde vom Senat vorgegeben und schmückt so einheitlich alle Bezirkswappen.
Die Wappen der 1920 in Groß-Berlin eingemeindeten Städte, Gemeinden und Gutsbezirken verloren mit der Eingemeindung ihre Gültigkeit und verschwanden aus dem amtlichen Gebrauch. Einige von ihnen wurden als Bezirkswappen übernommen oder flossen in deren Gestaltung ein. In den entstandenen Ortsteilen werden die historischen Wappen von ortsansässigen Organisationen oder zu historischen Veranstaltungen weiter benutzt, um die Zugehörigkeit zu symbolisieren. Einige Ortsteile die noch kein Wappen besaßen, bekamen von ihrem Bezirk ein Wappen verliehen, wie der Ortsteil Frohnau im Jahre 1987. Mehr Informationen zu den einzelnen Wappen der Bezirke und Ortsteilen befinden sich in den Artikeln zu den jeweiligen Bezirkswappen.
Wie bei dem Landessymbol dürfen die Wappenschilde der Bezirkswappen ohne die Mauerkrone als Bezirkssymbole verwendet werden, um mit ihnen die Zugehörigkeit zu dem jeweiligen Bezirk zu symbolisieren.

## Anderweitige Verwendung des Berliner Wappens

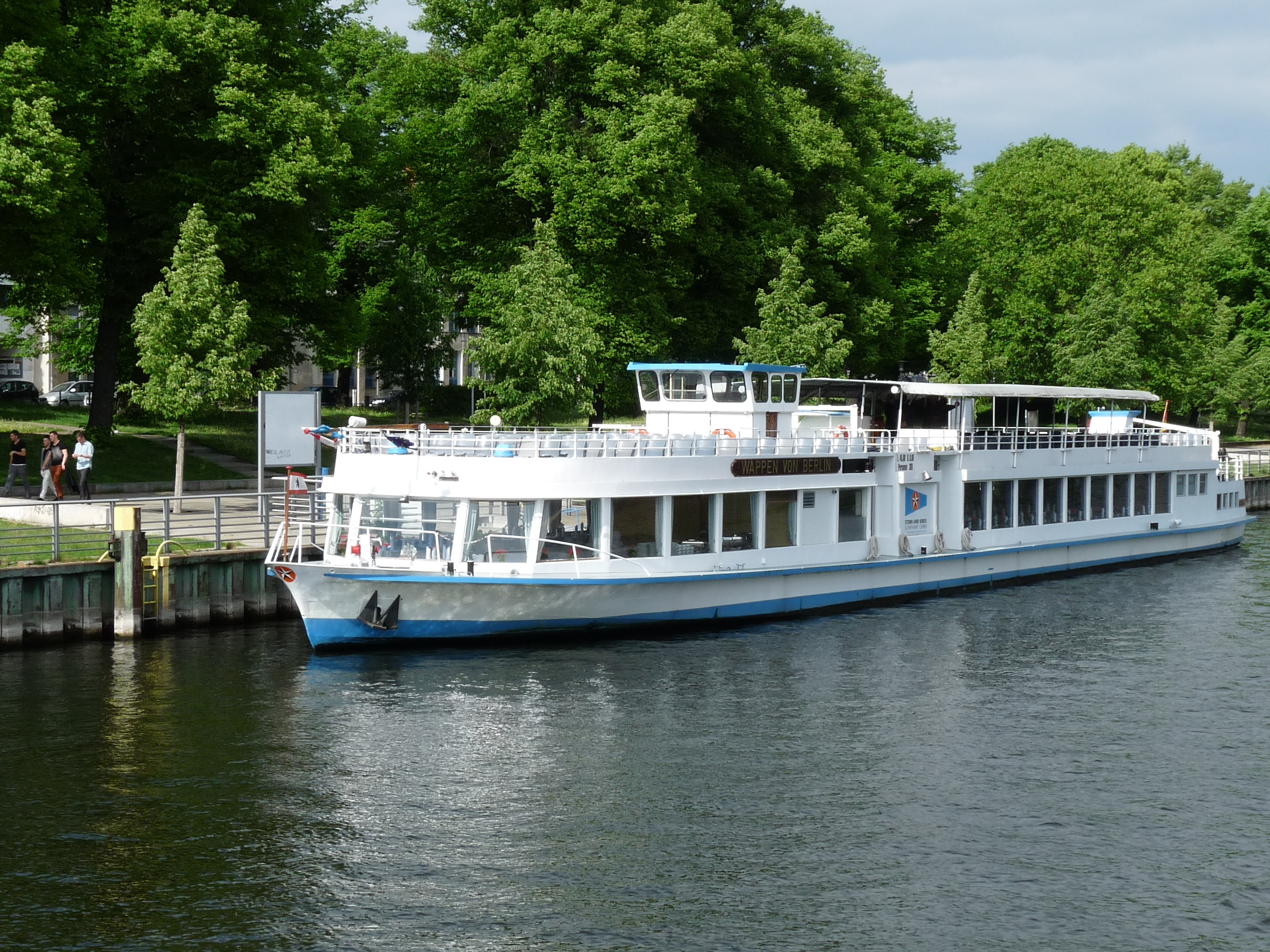

Die Berliner Stern und Kreisschiffahrt hat ein Motorschiff im Einsatz, das Wappen von Berlin heißt.

## Siehe auch

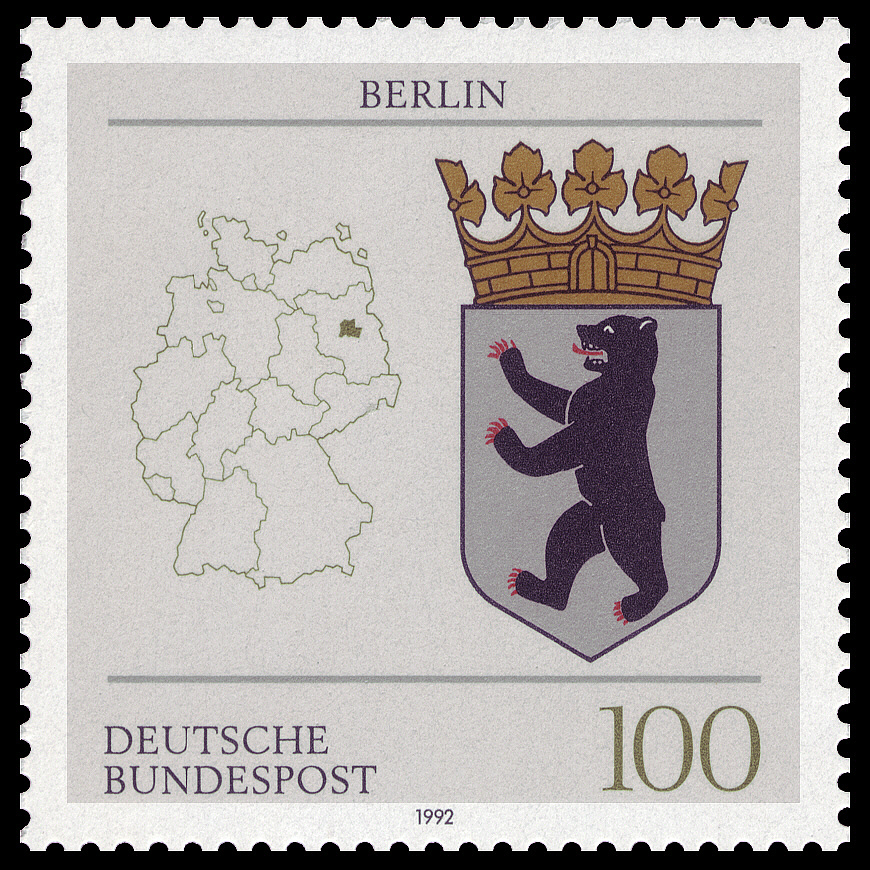
Briefmarke von 1992 aus der Serie: Wappen der Länder der Bundesrepublik Deutschland